# Крістіансборг (палац)

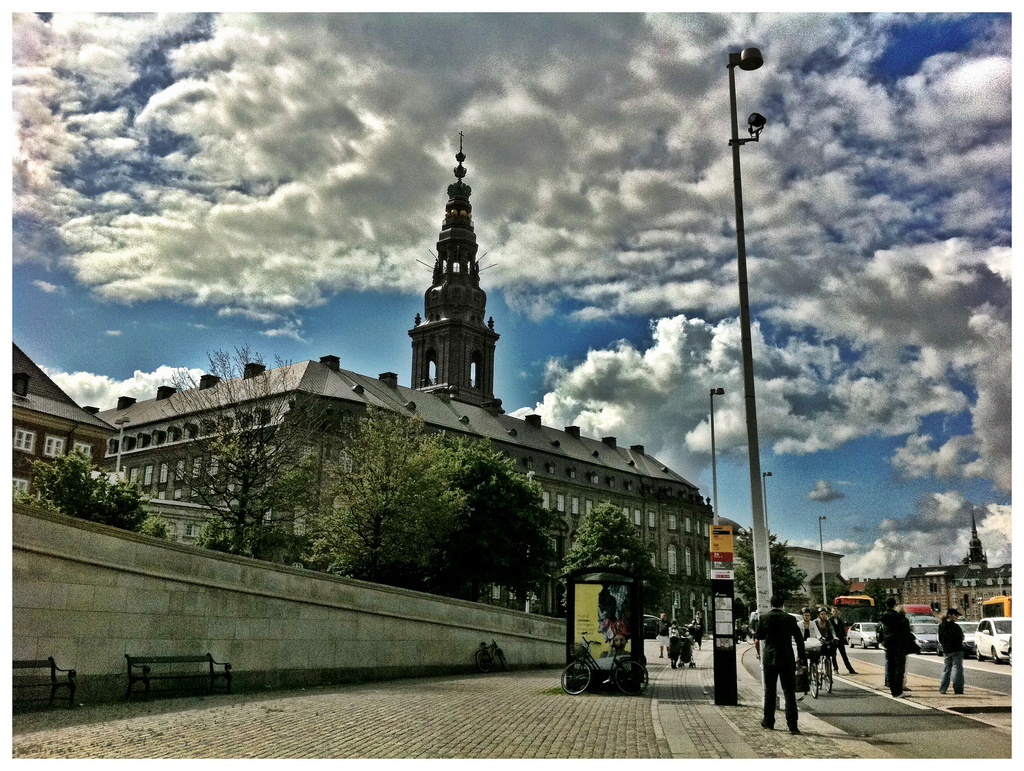
Палац Крістіансборґ

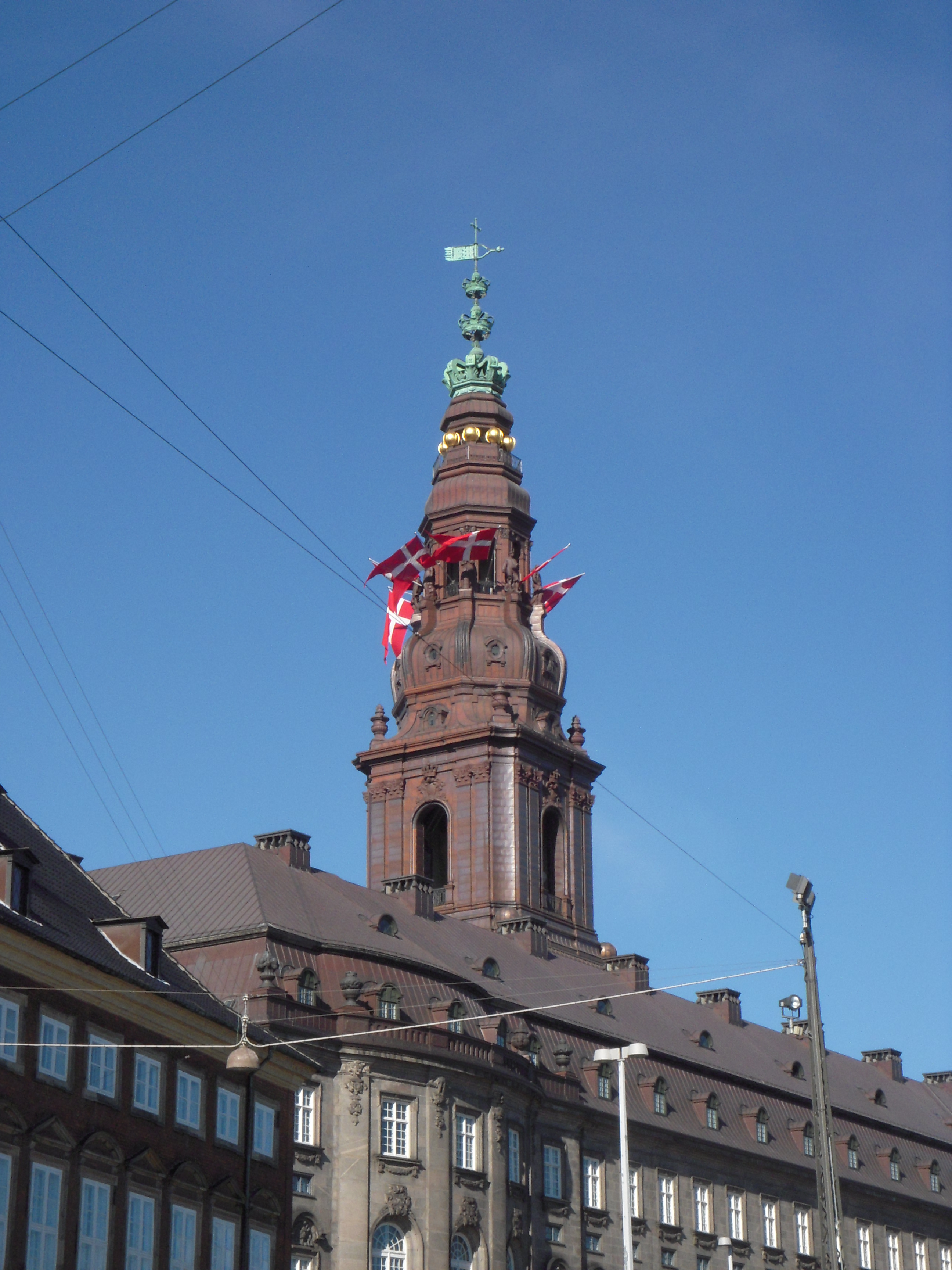
Вежа палацу, прикрашена державним прапором

Палац Крістіансборґ (дан. Christiansborg Slot; [kʁesdjænsˈbɔːɐ̯ˀ ˈslʌd]) розташований на острові Слотсгольмен у центрі Копенгагена. Це єдина у світі будівля, яка одночасно об'єднує під одним дахом вищі установи виконавчої, законодавчої та судової влади країни: окрім парламенту Данії — Фолькетингу, у палаці міститься Верховний суд (Højesteret) Данії та канцелярія прем'єр-міністра країни (Statsministeriet). Також в одному крилі палацу розміщується кілька міністерств.
До 1794 року Крістіансборґ був головною резиденцією данських монархів. Сьогодні королівська родина використовує лише деякі частини палацу, а саме: Державні приймальні кімнати королеви (De Kongelige Repræsentationslokaler), Королівську каплицю (Slotskirken) та Королівські стайні (De Kongelige Stalde). Королівським палацом здебільшого вважається палац Амалієнборг.
Палац був знищений пожежами й відбудований наново двічі, тому в сучасній будівлі палацу частково збереглися рештки всіх трьох попередніх. Будівлі навколо Королівського манежу — стайні, будинок школи верхової їзди та придворний театр — лишилися з часів першого Крістіансборґу, так само, як і Музей Торвальдсена, який спочатку існував як депо для карет. Королівська каплиця — єдина ціла будівля, яка лишилась після другого Крістіансборґу. Всі ці споруди — мала частина того, що було перебудовано у різні часи.
Сучасна будівля палацу, третій Крістіансборґ, — остання у черзі замків та палаців, збудованих на одному й тому ж самому місці, починаючи з 1167 року. З початку XV століття різні будівлі палацового комплексу використовувала центральна адміністрація країни; до 1794 року Крістіансборґ був головною резиденцією данських монархів, а з 1849 року у ньому почав засідати парламент Данії. У зовнішньому оформленні палацу чітко помітні три періоди данської архітектури, що було наслідком двох масштабних пожеж — 1794 та 1884 років. Головна частина сучасного палацу, завершена у 1928 році, збудована у стилі необароко. Каплиця, датована 1826 роком, збудована у неокласичному, а фасади, які збереглись ще з 1740-х років — у бароковому стилі. Сучасну будівлю палацу було зведено у період між 1906 та 1937 роками. У центрі будівлі розташована велика чотирикутна вежа, прикрашена вишуканим бароковим шпилем.
Палац Крістіансборґ у наш час належить державі. Ним опікується Національне агентство палаців та нерухомості. Деякі частини палацу відкриті для відвідувачів. У ньому постійно містяться найважливіші державні установи Данії, через що цей палац часто називають Rigsborgen (Державний палац) або просто Borgen (Палац). Зокрема, таку ж назву (Borgen) має популярний данський політичний телесеріал.

## Історія

### Замок Абсалона

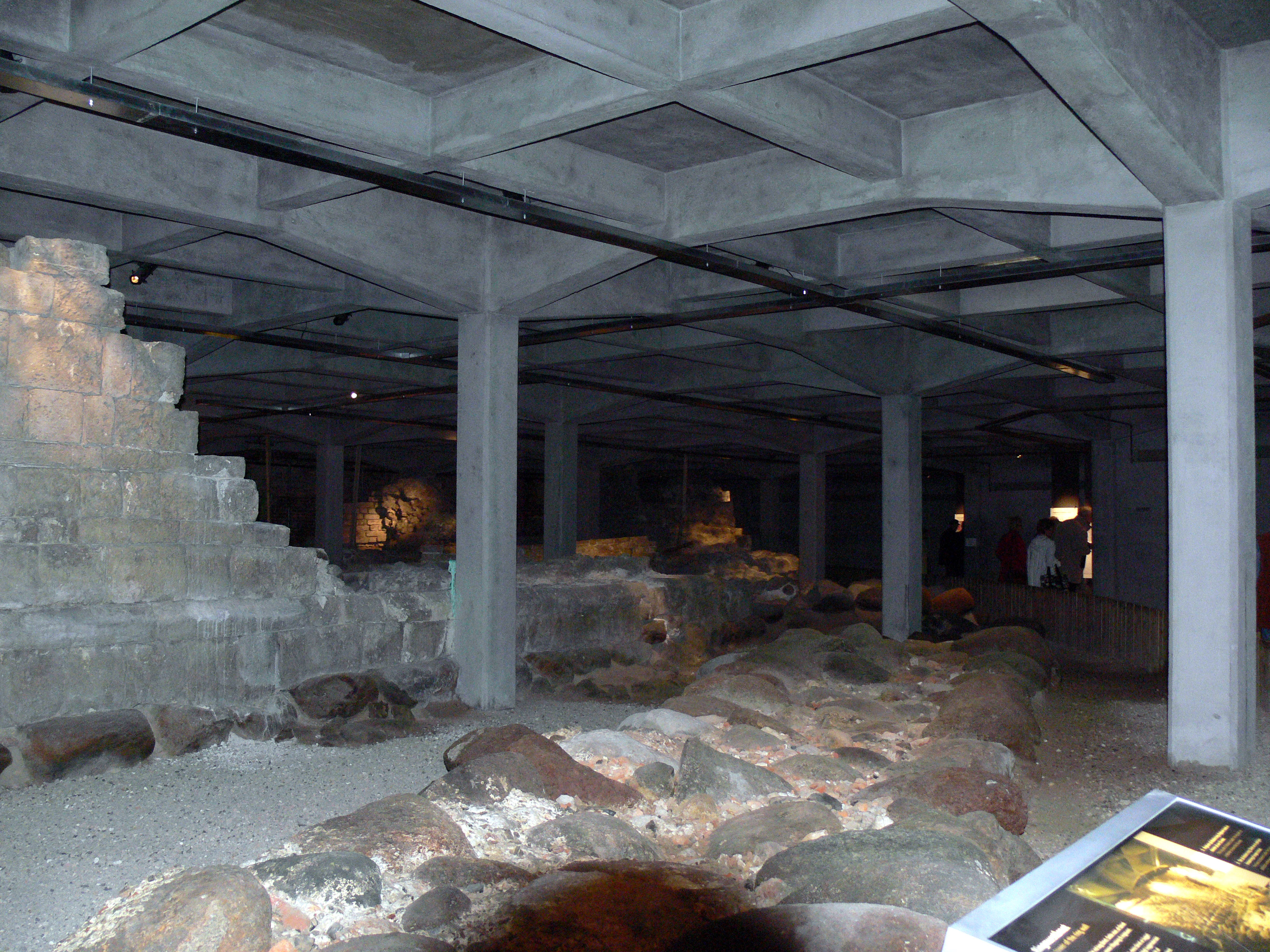
Залишки замку Абсалона та зовнішніх мурів зліва на фото

Згідно зі свідченнями Саксона Граматика, перший замок на острові Слотсгольмен 1167 року збудував єпископ Абсалон з Роскілле, який раніше отримав від короля Вальдемара I Великого місто Гавн. Абсалона також уважають засновником Копенгагена. За 5-метровим кам'яним муром розташовувалися різні будівлі замкового комплексу, зокрема власне замок єпископа, каплиця та інші менші споруди.
1182 року Абсалон заповів замок у вічне користування Роскілльському єпископству, проте зберіг за собою право досмертного використання замку. Після смерті Абсалона 1201 року замок відійшов до єпископства, але через кілька років почалася тривала й запекла боротьба за владу між королем і церквою, під час якої володіння замком і містом відходило то до короля, то до єпископа.
Крім того, на замок часто нападали, наприклад венди, руяни і ганзейські міста, тому в 1249—1259 рр. фортеця часто була в облозі й зазнавала руйнувань. 1368 року Ганза все ж таки захопила замок, і рік потому, після поразки короля Вальдемара IV Аттердага у Другій дансько-ганзейській війні, багаторазово розширений замковий комплекс знесено. Для цього Ганза відрядила 40 каменярів, що поступово його розібрали.

### Копенгагенський палац

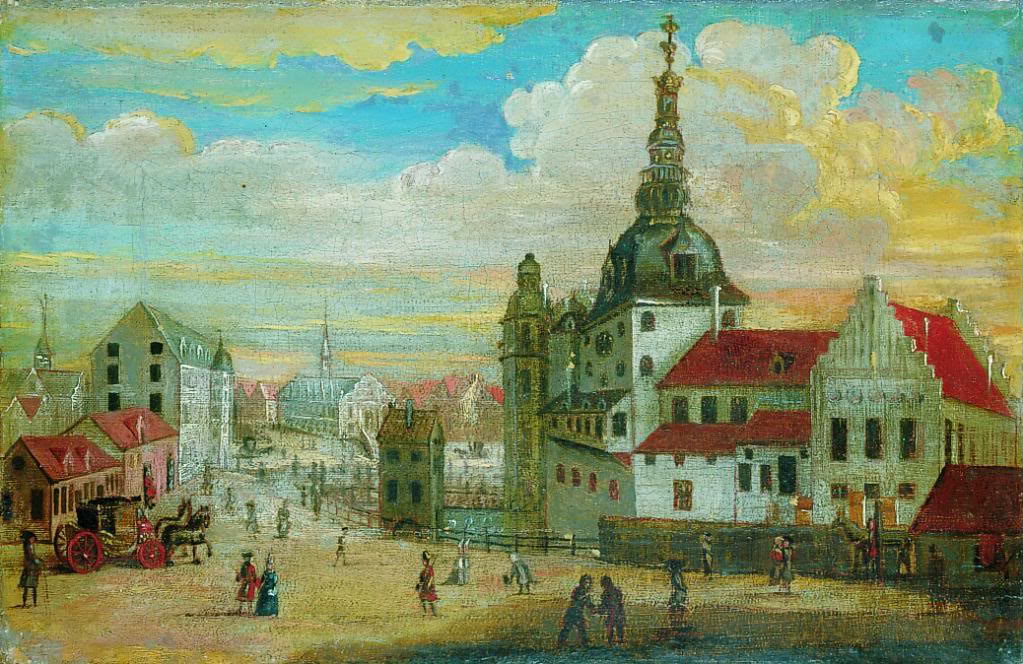
Картина з зображенням Копенгагенського палацу, 1698 рік

Після зруйнування замку Абсалона Ганзою 1369 року на острові Слотсгольмен проведено земляні роботи, після яких на руїнах колишнього замку постав Копенгагенський палац. Його обнесено муром і оточено ровом; входом до нього слугувала велика вежа.
Роскілльські єпископи зберігали право на володіння ним, поки король Ерік Померанський 1417 року не захопив його і тим самим — після більш ніж двохсотлітніх суперечок — остаточно не закріпив право володіння фортецею на Слотсгольмені за королівською владою. Зокрема, королева Філіппа Англійська наказала озброїти фортецю гарматами для подальшої битви при Копенгагені (1428).
Цей палац став королівською резиденцією, коли до Копенгагена 1443 року переїхав король Хрістофер III. Від середини XV століття Копенгагенський палац слугував головною королівською резиденцією та центром правління.
Копенгагенський палац був кілька разів розширений і перебудований. У 1720-х роках король Фредерік IV цілком перебудував його, але через те, що будівля стала надто важка, фундамент почав просідати, а стіни — тріскатися. Тому наступник Фредеріка, король Кристіан VI, майже відразу після вступу на престол 1730 року доручив збудувати новий палац.
1731 року надмірно розширений і застарілий Копенгагенський палац  зруйновано, щоб збудувати на його місці новий — перший Крістіансборґ.
Копенгагенський палац розташований під головним крилом сучасної будівлі палацу Крістіансборґ. Руїни обох фортець — замку Абсалона й Копенгагенського палацу — сховано під землею під час будування третього Крістіансборґа у XX столітті. Їхні залишки можна побачити й зараз у підвалах під центральним крилом палацу; вхід до них відкритий.

### Перший Крістіансборґ

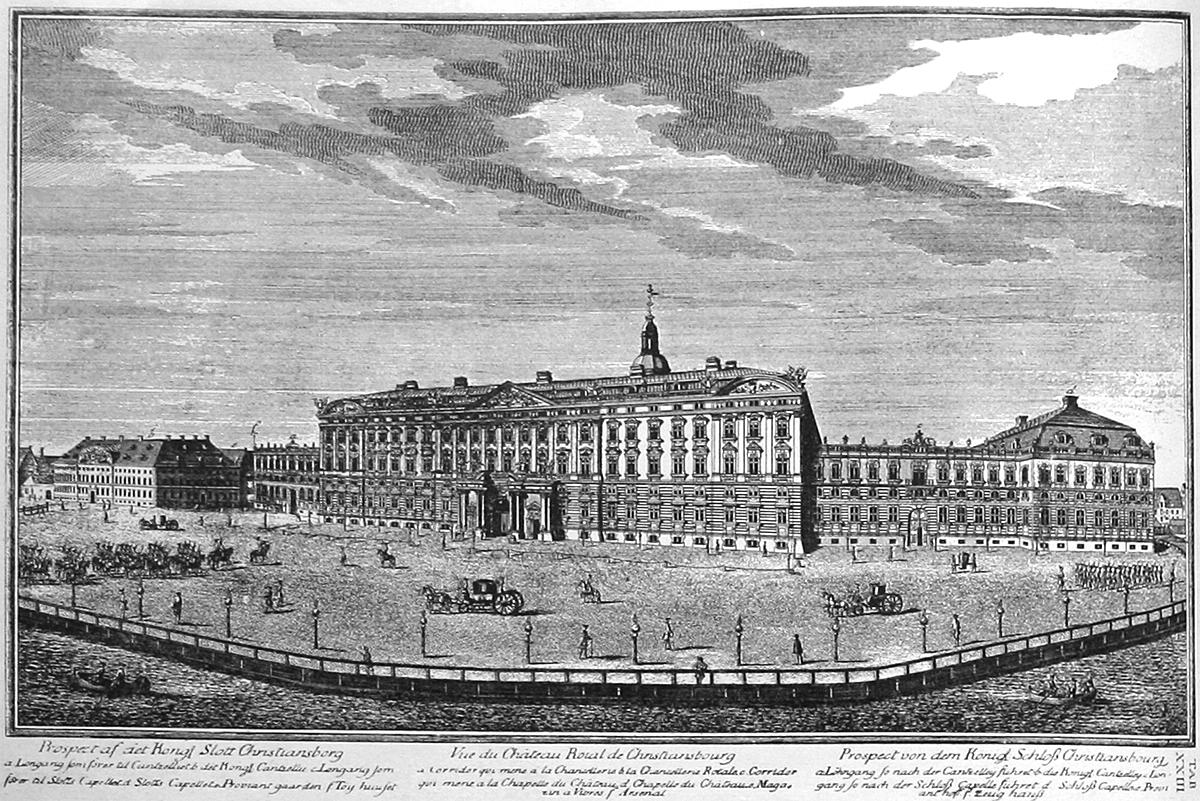
Перший Крістіансборґ. З книги Лауріца де Тура Den Danske Vitruvius, 1748 рік

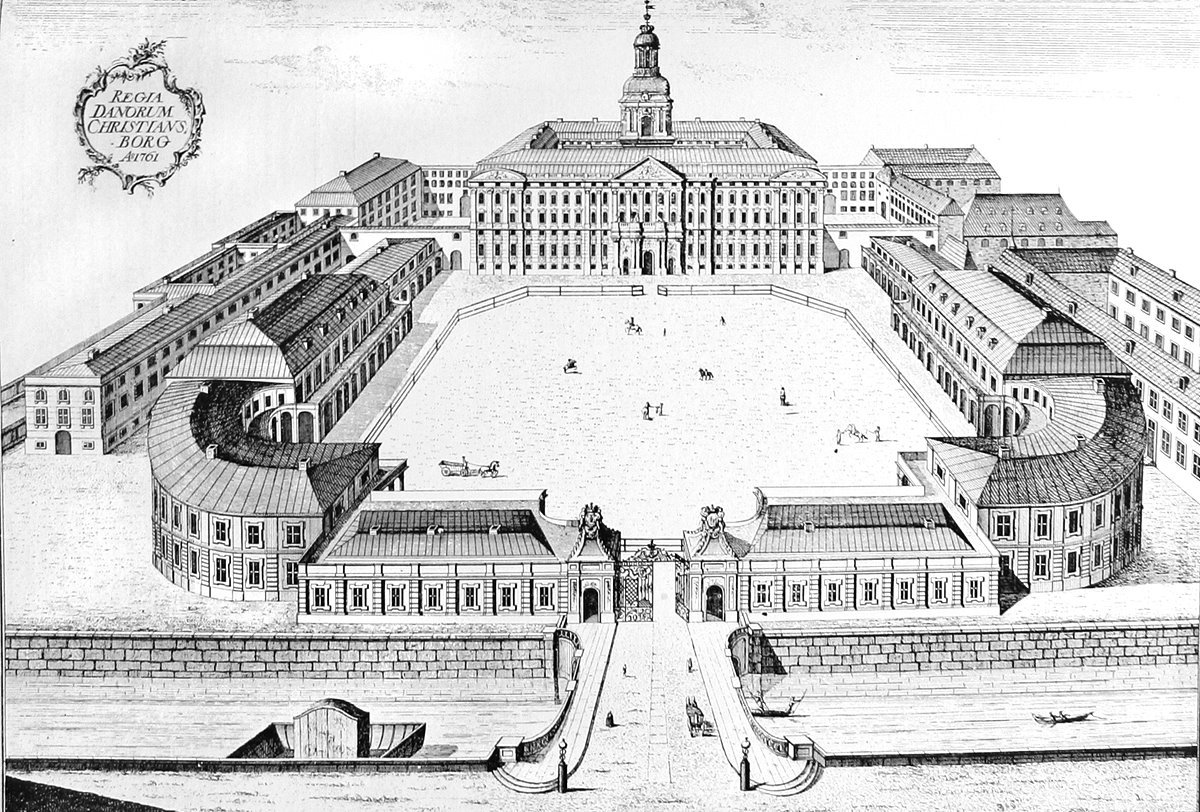
Вид на перший Крістіансборґ з королівського манежу, 1761 рік

Коли Кристіан VI зійшов на престол 1730 року, стара королівська резиденція була запустіла й похмура. Він вирішив збудувати на ній новий палац, який і мав стати першим Крістіансборґом. Архітектором палацу став Еліас Давид Хойссер. Більшу частину інтер'єрів виконали двоє інших архітекторів: Лауріц де Тура і Ніколай Ейґтвед.
Будівельні роботи почалися 1731 році, після зруйнування Копенгагенського палацу. Перше він був викуплений, згодом прибрали багато прилеглих будівель і врешті-решт забили палю, щоб продовжити будування над старим ровом. Перший камінь заклав сам король 21 квітня 1733 року.
1738 року почали будувати інші споруди палацового комплексу, серед яких були манеж для верхової їзди й каплиця.
Палац був готовий для заселення у 1740 році, а 5 жовтня стайні були готові до утримання королівських коней та карет. 26 листопада вся королівська родина переїхала з тимчасового помешкання у палаці Фредеріксберг до нового палацу — Крістіансборґа; на честь цього було влаштовано грандіозне свято та гарматний салют.
Більшу частину палацового комплексу завершено 1745 року. Тоді Крістіансборґ був найбільшим палацом Європи.
Перший Крістіансборґ був розкішною будівлею з чотирма крилами, виконаною в стилі рококо. Поруч з ним були придворний театр, королівський манеж і церква — Королівська каплиця, що розташовувалася на тому самому місці, що й зараз. Також цей палац був надзвичайно дорогий. Кошти, витрачені на його будівництво, дорівнювали майже двом третинам річного доходу королівства або вартості всіх маєтків на острові Зеландія.
1 травня 1767 р. в церкві палацу проведено урочисту церемонію помазання й сходження на трон нового короля Данії та Норвегії Кристіана VII.

#### Внутрішнє оформлення
Загалом палац мав шість поверхів: підвал, перший (дамський) поверх, антресоль, королівський поверх, поверх кронпринца та вищу антресоль; система поділу поверхів була перейнята з часів Копенгагенського палацу, лише їх назви було змінено. Звісно, королівська пара проживала на королівському поверсі; кімнати королеви містились у північному крилі навпроти каплиці. На решті поверху були особисті покої короля, зали для прийомів і судова зала. На першому поверсі містилися кабінети, а на верхньому жила прислуга.

#### Перша пожежа
Наступні 50 років у палаці велося активне придворне життя. Але 26 лютого 1794 році по обіді (за припущеннями) у димарі головного крила біля покоїв кронпринца почалася пожежа. У наступні години вогонь швидко поширився і багато людей намагалися врятувати не лише палац та коштовності, а й прилеглі будівлі, які згодом були знищені пожежею, яка тривала до ранку наступного дня. Вціліли лише манеж та стайні, з яких гасили вогонь.
Палац разом з каплицею та королівською музичною бібліотекою згорів, а багато жителів палацу зазнали величезних втрат. Велику частину королівських коштовностей та мистецьких робіт також  було знищено вогнем.

### Другий Крістіансборґ

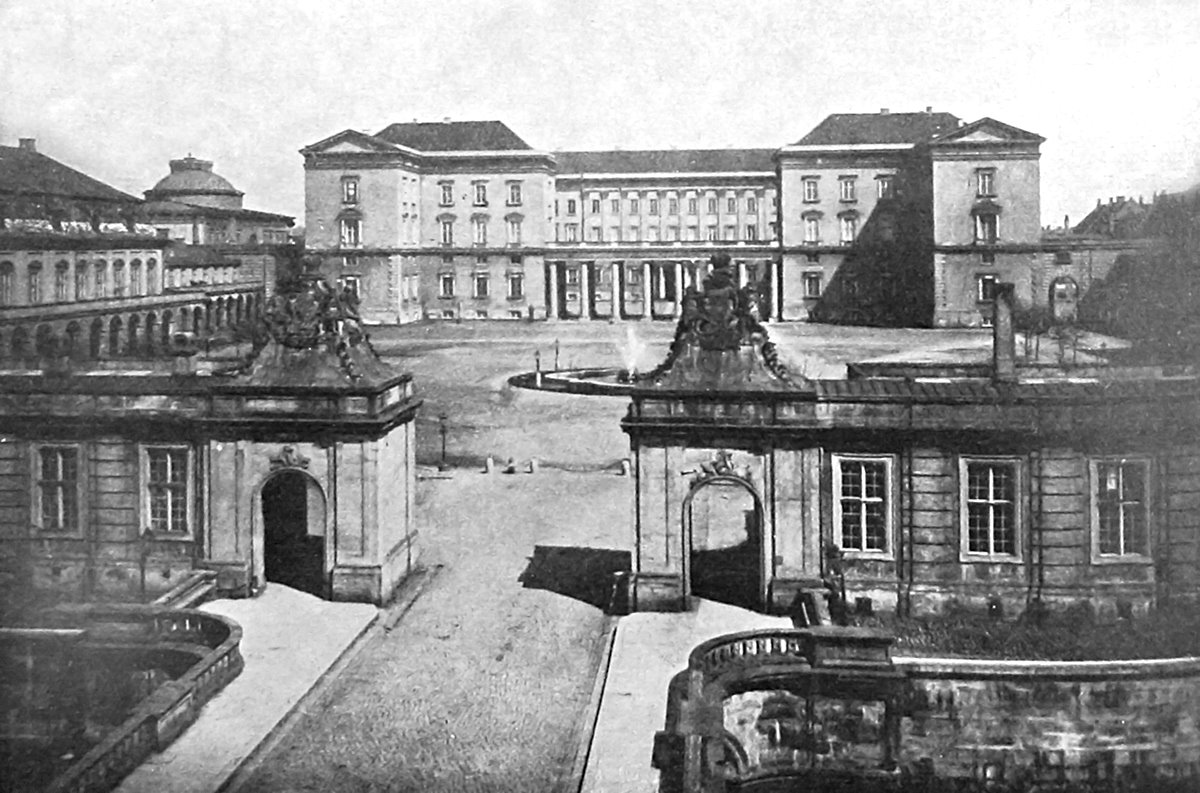
Вид на другий Крістіансборґ з королівського манежу

Після пожежі 1794 року виникало багато пропозицій щодо побудови нового палацу, але ситуація значно погіршилася через рік після пожежі у Копенгагені. Врешті-решт у 1803 році король Кристіан VII скликав комісію, яка мала частково розпланувати та прослідкувати за побудовою нового палацу, ратуші та будівлі міського суду.
Другий Крістіансборґ  було спроєктовано відомим архітектором, другом німецького архітектора Шинкеля К.Ф.Гансеном, який представив свій проєкт палацу ще у 1800 році. Будівельні роботи тривали з 1803 до 1828 року. Велика частина фасадів та внутрішніх стін вціліли після пожежі та були вбудовані у новий фасад палацу. Суттєвою відмінністю було те, що вежа та крило біля королівського манежу були майже повністю прибрані. У попередній будівлі палацу це крило було найбільшим, але за проєктом Гансена воно стало відкритим, а два інших бокових крила було об'єднано колонадою. Палац став трохи меншим, аніж його попередник, і це також означало, що головний вхід до палацу тепер був зі сторони Палацової площі.
Цей Крістіансборґ  було побудовано у стилі класицизму, який мав інші стильові особливості, аніж рококо та бароко. У моді були більші суцільні стіни і, між іншим, цього вдалося досягти через зменшення кількості вікон на фасаді зі сторони Палацової площі. Разом з іншим архітектурним вирішенням Гансен використав під час побудови згорілі стіни і водночас з цим надав палацу абсолютно іншого вигляду, аніж раніше.

#### Внутрішнє оформлення
Теперішній палац мав той самий поділ поверхів, що і перший Крістіансборґ.
Король знову жив на королівському поверсі, який за проєктом був розділений на особисті покої королеви (у північному крилі навпроти Королівської каплиці), особисті покої короля (навпроти Палацової площі), лицарську залу та інші зали у південному крилі навпроти будівлі Канцелярії. Поверх кронпринца спершу був пустим, оскільки у той час у країні не було принца-спадкоємця. На першому (дамському) поверсі містилася адміністрація; згодом там також розміщувався Ріґсдаг, тогочасний парламент, та Верховний суд. На Палацовій площі був головний вхід, з якого Сходи короля вели до особистих покоїв короля та його приймальних кімнат. У північному крилі палац також був вхід, яким починалися Сходи королеви.
Королівська каплиця також була відбудована зі старих стін, хоча за планом на її місці мала бути менша церква.

#### Використання будівлі
Оскільки більша частина міста згоріла майже одночасно з першим Крістіансборґом, потрібен був час, аби почати реконструкцію будівлі. Руїни палацу, прилеглі будівлі та території були використані для потреб зруйнованого міста, — наприклад, у підвалі містилися тимчасові помешкання. Від початку будівельних робіт пройшло майже 25 років і 1 листопада 1828 року палац був готовий принаймні до відкриття.
Проте монархія вже не проявляла до палацу великого інтересу. Після евакуації мешканців палацу королівська родина отримала житло у палаці Амалієнборг і дуже добре у ньому облаштувалась. Ані Фредерік VI, який формально став королем у 1808 році, ані Кристіан VIII, який виріс в Амалієнборзі, не хотіли переїжджати та постійно проживати у Крістіансборзі. Незважаючи на це, завдяки своєму інтер'єру палац вважався королівським, тому його часто використовували для зустрічей та розміщення гостей. Фредерік VII став першим монархом, який справді використовував палац після того, як став королем у 1848 році; також він зібрав у палаці придворну адміністрацію. У період 1852—1863 рр. Фредерік часто бував тут та використовував Крістіансборґ здебільшого у якості зимової резиденції.
Все це відбувалося в той час, коли країна переходила від абсолютної монархії до демократії. У березні 1848 року перед палацом зібрався народ, і в результаті цієї демонстрації Данія через рік отримала першу демократичну конституцію. Оскільки зникла одноосібна монархія, король також втратив право на повноцінне та одноосібне володіння майном та доходами держави, тому палац згідно з законом було передано до Міністерства внутрішніх справ, оскільки він більше не міг утримуватися коштом приватного бюджету короля. Ця передача потребувала багато уваги, оскільки треба було враховувати практичні та економічні умови як для короля, так і для держави. Хоча палац тепер і належав державі, король мав право використовувати його, але разом з тим сплачувати певну суму за його утримання. Це закінчилось тим, що король передав більшу частину палацу для двох палат Ріґсдагу — парламенту, який почав свою діяльність у січні 1850 року і містився у південному крилі  палацу — там, де й зараз засідає Фолькетинг.

#### Друга пожежа

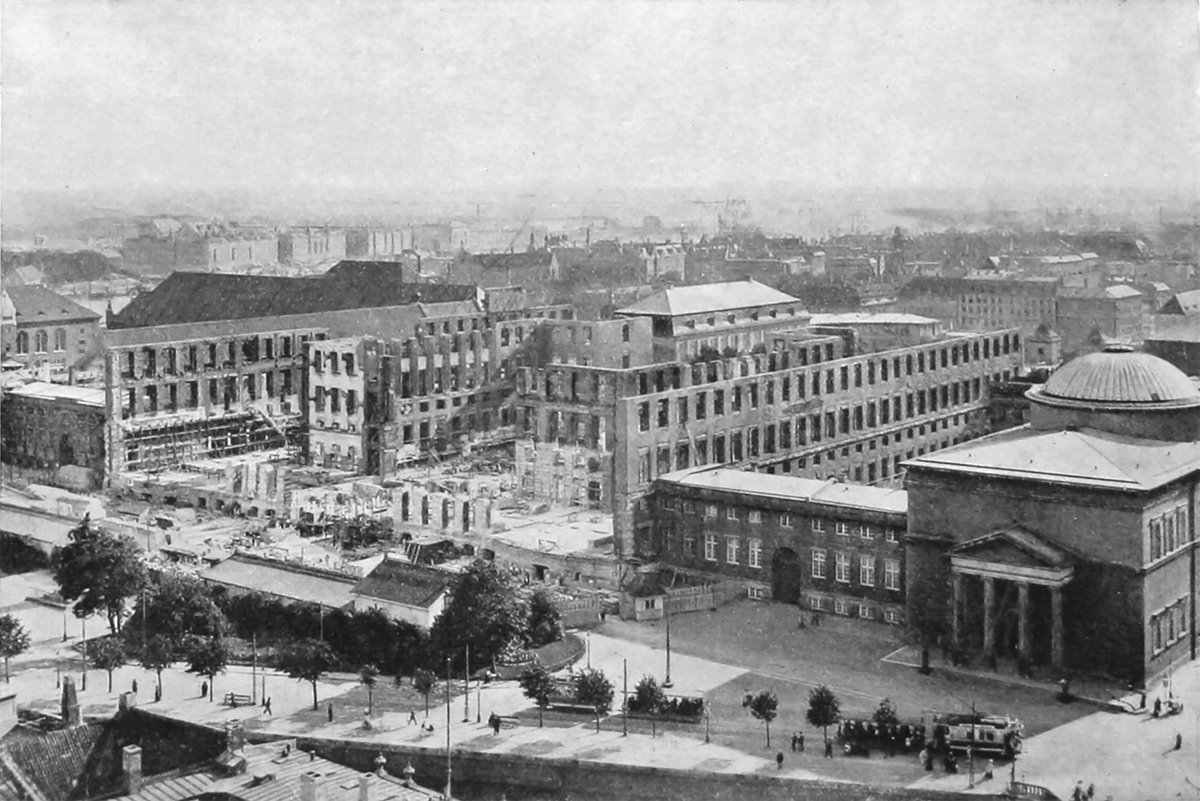
Руїни другого палацу Крістіансборґ після пожежі, фото 1908 року. Справа від нього — вціліла каплиця

Другий Крістіансборґ згорів 3 жовтня 1884 року. Звісно, після пожежі, яка знищила перший палац, було зроблено висновки: тепер тут були пожежні мури, залізні двері, охорона та засоби пожежогасіння, але попри це будівля мала суттєвий недолік — багато пустот, через які міг легко поширитися вогонь. Цього разу пожежа почалась біля залу Ріґсдагу, а її причиною знову була піч під димарем. Вогонь швидко поширився середнім та південним крилом, і за годину замість палацу було вирішено рятувати каплицю та манежний комплекс, які вціліли після цієї пожежі. На додачу до цього вогонь просувався повільно, тому мешканцям палацу вдалося врятуватися самим і винести багато меблів, записів, книг та срібних виробів, тому втрати не були такими великими, як після першої пожежі.
Неорганізовані пожежні роботи стали для данця Софуса Фалька приводом заснувати організацію Falck, яка до сьогодні займається пожежогасінням у Данії та деяких інших країнах світу.

### Третій Крістіансборґ

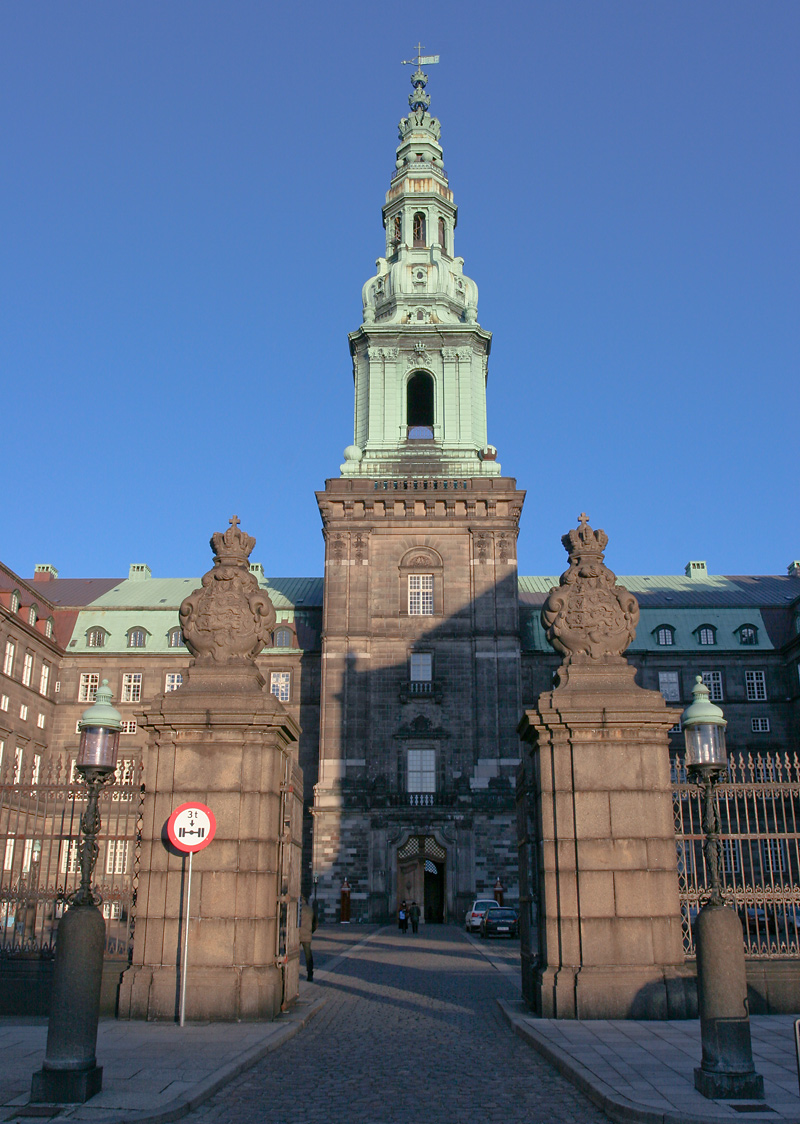
Вид на палац з Королівського манежу

У цей час ситуація в країні відрізнялась від тієї, яка була у 1806 році — на момент побудови останнього палацу. Тепер у Данії панувала демократія, тому саме численні партії та групи зацікавлених у цьому людей вирішували, як мав виглядати новий Крістіансборґ. Політична ситуація країни, зокрема, характеризувалася протистоянням консервативної (Højre) та ліберальної (Forenede Venstre) партій, у кожної з яких були різні погляди щодо поєднання королівського палацу з будівлею парламенту.

#### Плани реконструкції
Одразу після пожежі виникла потреба у пошуку нових приміщень для установ Крістіансборґа, проте було вирішено обмежитись тимчасовими варіантами, оскільки вже було надіслано запрошення до архітектора Феофіла Гансена, уродженця Данії, з проханням спроєктувати новий палац.
Однак Ландстинг, який був однією з палат парламенту, відхилив пропозицію Гансена. Незважаючи на те, що архітектор прагнув оновити будівлю, він вийшов з гри після того, як у 1887 році було прийнято закон про відкриту конкуренцію. Гансену виявилось важко прийняти відмову, і рік за роком він пропонував свої проєкти палацу, які ставали дедалі нереальнішими.
Проте задовільних пропозицій не надходило, тому було оголошено новий конкурс з менш жорсткими вимогами. Проект Фердинанда Мельдаля та Альберта Йєнсена був доволі перспективним, але через різні практичні та політичні причини постанову про побудову палацу не було затверджено до 1901 року, коли у Данії відбувся перехід влади від керівництва, вибраного королем, до парламенту, який складався з більшості членів Фолькетингу; тоді ж влада перейшла до лівої партії.
Тепер питання перебудови палацу стало одним з головних, і 6 жовтня 1903 року було ухвалено закон, згідно з яким Палац Крістіансборґ має бути побудований таким чином, щоб його та прилеглі будівлі, повністю або частково, могли використовувати як король для представницьких та інших цілей, так і Ріґсдаг. Знову було скликано комісію та оголошено новий конкурс, всупереч постійним суперечкам про те, що насправді мало бути у палаці Крістіансборґ. Однією з проблем було поєднання будівлі парламенту з королівським палацом; це питання було спірним як для обох політичних таборів, оскільки ніхто не хотів бути «гостем» у королівському палаці, так для архітекторів, які стверджували, що для різних цілей слід використовувати різні будівлі з різним архітектурним оформленням. З 26 членів комісії лише п'ятеро були архітекторами: професори Ганс Й. Гольм, Фердинанд Гольм, Фердинанд Мельдаль, Г.Б.Сторк, Ульрик Плеснер та Аксель Берг.

#### Конкурс 1904—1905рр.
Попри критику, у 1904—1905 роках все ж таки було оголошено конкурс проєктів. За словами архітектора Карла Бруммера, який процитував Йєспера Тведе — асистента Ганса Й. Гольма, Гольм під час першого розгляду надісланих проєктів сказав: «Зараз не йдеться про те, щоб знайти кращий проєкт, а щоб знайти тих, хто стоїть за кожним проєктом, аби у нас була „правильна“ людина, яка побудує палац.» Під «правильною людиною» Гольм розумів Мартіна Ниропа, тому цей конкурс був певною мірою початком тогочасного конфлікту між архітекторами-прихильниками історизму, до яких належав Мельдаль, та північного модерну, представником яких був Нироп. Сам же Карл Бруммер працював на Мельдаля, але не відносив себе до жодної з цих течій.
Учасники представляли свої проєкти на конкурсі анонімно. Комісія відзначила три проєкти у першій черзі та два проєкти у другій. До першої черги потрапили роботи Мартіна Ниропа, Андреаса Клемменсена та Торвальда Йорґенсена, до другої — спільний проєкт Кристіана Силова та Вільгельма Фішера і спільний проєкт Карла Бруммера разом з В.Й. Мерк-Гансеном. Як згадував Бруммер, їх з Мерк-Гансеном анонімність було грубо порушено. Спочатку комісія думала, що автором проєкту, заявленого Бруммером та Мерк-Гансеном, був Йоганнес Маґдаль Нільсен, і поставила його у першу чергу; але коли стало відомо, кому він належав насправді, проєкт перенесли до другої. Бруммер розповідав, що він доручив сфотографувати свій проєкт та показав його архітекторові Каспару Леунінґу Борху. На той час Борх дружив с Акселем Бергом, котрому і розкрив таємницю походження цього проєкту.
Лише трьох архітекторів, відзначених у першій черзі, було запрошено до подальшого представлення своїх проєктів. Згідно з умовами конкурсу представлені проєкти не могли бути опублікованими. Ця постанова породила масштабну критику у суспільстві, зокрема Мерк-Гансен та Бруммер 8 квітня 1905 року написали листа до газети Nationaltidende, у якому вони вимагали відкритого представлення проєктів. Це справило свій ефект, і вже наприкінці квітня відбулася відкрита виставка. Згідно з публікаціями кількох видань, найкращим було визнано проєкт Бруммера та Мерк-Гансена. Кристіан Брандструп у випуску Politiken від 21 квітня 1905 року дуже хвалив цей проєкт і вважав, що Бруммер та Мерк-Гансен зазнали «жахливої несправедливості». Також газета Berlingske Tidendes у своєму випуску від 9 травня 1905 року критикує несхвалення проєкту палацу від цих двох архітекторів. На додачу газета Politiken провела голосування серед читачів. Всього надійшло 1464 голоси, більшість з яких була зарахована до конкурсу. Що стосується проєктів, робота Бруммера та Мерк-Гансена перемогла з рахунком у 774 голоси. Проєкти Йорґенсена та Клемменсена набрали 366 та 78 голосів відповідно.
За проєктом Бруммера та Мерк-Гансена фасад навпроти Палацової площі мав бути зменшеною версією фасаду другого палацу (збудованого К. Ф. Гансеном), лише прикрашеною більшою кількістю скульптур, тоді як фасад навпроти манежу мав носити ярко виражені риси стилю бароко. Цей фасад також мав мати дві напівкруглі секції на кінцях бокових крил будівлі, поєднані галереєю та аттиком. Зі сторони Палацової площі дах мав бути вальмовим (чотирисхилим), а зі сторони манежу — мансардним. Цей палац, як і перший Крістіансборґ, також мав мати вежу зі шпилем як у Церкви Кристіана (Christians Kirke). Двоє архітекторів у 1903 році здійснили поїздку до Німеччини, щоб надихнутися замками, риси яких можна б було втілити у новому Крістіансборзі. У своєму огляді в газеті Berlingske Tidende від 26 квітня 1905 року мистецтвознавець Вільгельм Ваншер також захоплювався бароковими рисами у проєкті Бруммера та Мерк-Гансена. Через постійну критику результатів конкурсу Данська асоціація архітекторів (Akademisk Arkitektforening) провела нараду з цього приводу, у якій також брав участь П.В. Єнсен Клінт, який дав згоду на реалізацію проєкту Бруммера-Мерк-Гансена.
У квітні 1906 року було затверджено проєкт за авторством Торвальда Йорґенсена, хоча багато хто не погоджувався з його поглядом на вигляд будівлі та її внутрішнє оформлення. Ескізи Йорґенсена мали багато відсилань до історії палацу.
Врешті-решт палац мав виконувати ті ж самі функції, що і до пожежі: у ньому мали розміщуватися Ріґсдаг, Верховний суд та частина приміщень, які б міг використовувати король. Кімнати короля спочатку були задумані для представницьких цілей, проте ці плани змінились, коли Кристіан Х після своєї коронації у 1912 році заявив, що хотів би переїхати до палацу та жити тут. У 1922 році — ймовірно, у зв'язку з Великодньою кризою 1920 року — король змінив свою думку, повідомивши, що хоче залишитися у палаці Амалієнборг. Тому спорудження королівських представницьких приміщень продовжилося лише з деякими незначними змінами.

#### Будівництво палацу

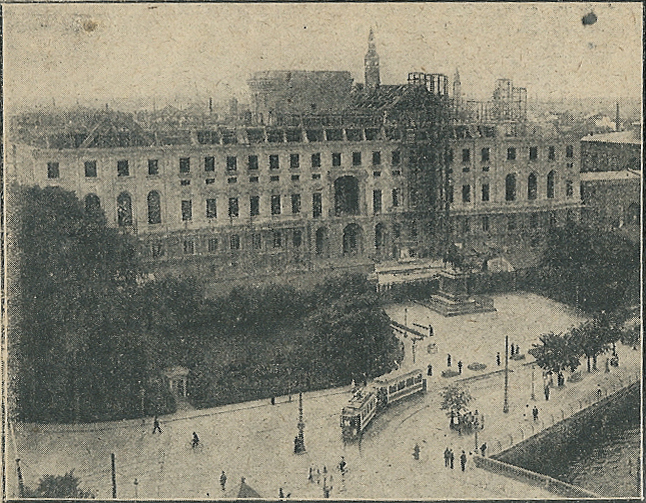
Спорудження третього Крістіансборґа, фото 1914 року

Будівельні роботи для третього Крістіансборґа почалися восени 1906 року, майже через 20 років після пожежі. Його було відбудовано на тому самому фундаменті і майже на тих самих зовнішніх стінах від попередніх палаців; ці стіни, які лишились ще з 1736 року, дивовижні тим, що частина їх вціліла у двох великих пожежах і зараз збереглася у третьому палаці. Зокрема, фрагменти другого палацу Крістіансборґ, збудованого К. Ф. Гансеном, можна побачити у північному фасаді зі сторони Двору принца Йорґена (Prins Jørgens Gård).
Спочатку було прибрано ті частини будівлі, які не можна було використати знову, і 15 листопада 1907 року було закладено перший камінь фундаменту. Після цього почалось зведення стін, але це ще не означало остаточного втілення проєкту у життя. Проєкт зазнав деяких важливих у технічному плані змін, наприклад, закриття руїн Копенгагенського палацу, облаштування централізованого опалення та пристосування розміщення палацу до дорожнього руху. Але сам Торвальд Йорґенсен вніс найсуттєвіші зміни, три з яких позначилися на зовнішньому вигляді палацу: до будівлі було додано характерні вигнуті секції (виступи) зі сторони Палацової площі, матеріалом для облицювання фасаду став не гіпс, а граніт, і також дах замість вальмового зробили мансардним. До стилю оформлення палацу було додано більше необарокових рис, а масштаб та солідність палацу мали підкреслювати його значення як політичного центру держави. Слід зазначити, що невдалий вибір матеріалів та варіантів оформлення деякі критикують і до сьогодні.
Бурхливі дискусії серед політиків викликали питання внутрішнього оформлення палацу, а саме розділу залів та оздоблення. Свої зміни та побажання до проекту вніс і король. Страйки робітників також впливали на темп будівельних робіт, — наприклад, у жовтні 1910 року відбувся страйк будівельників. Згодом страйки також влаштовували каменярі та електрики.
Проте будівництво продовжувалося. Після того, як у 1915 році було прийнято нову зміну до конституції країни, згідно з якою збільшилась кількість членів парламенту, найголовнішим завданням стало добудувати парламентське крило палацу до наступних виборів 1918 року. Верховний суд міг зайняти відведені для нього приміщення у 1919 році. Палац було офіційно передано державі 16 грудня 1927 року, проте до цього часу його будівництво не закінчилося. Король отримав у користування свої приймальні кімнати 12 січня 1928 року. Лише після цього спорудження Крістіансборґа оголосили завершеним.
Але і після цього було внесено кілька змін: наприклад, у 1934 році до вежі додали флюгер з двома коронами. Окрім цього, у 1937—1938 роках чорну черепицю на даху замінили міддю.
Також під час будівельних робіт після знаходження залишків замку Абсалона та Копенгагенського палацу було вирішено відкрити їх для відвідувачів. Руїни під сучасною будівлею палацу та історичну експозицію було відкрито у 1924 році.

## Опис будівлі

Схема палацу та прилеглих будівель:
1: Палац; 2: Вхід короля; 3: Палацова площа; 4: Внутрішній двір (курдонер); 5: Вхід до Фолькетингу; 6: Внутрішній двір парламенту; 7: Придворний театр/театральний музей; 8: Королівські стайні та музей карет; 9: Мармуровий міст; 10: Королівський манеж; 11: Будівля школи верхової їзди; 12: Музей Торвальдсена; 13: Вхід до Верховного суду; 14: Вхід королеви, також — вхід до її Державних приймальних кімнат; 15: Королівська каплиця; 16: Двір принца Йорґена

Будівля палацу має три крила і два входи: Ворота короля (Kongeporten) та Ворота королеви (Dronningeporten), які певною мірою з'єднують внутрішній двір палацу з Палацовою площею та двором принца Йорґена. Вхід короля не має такого великого значення, оскільки до жодного головного відділення палацу не можна потрапити ззовні; проте він веде до підземної експозиції зі старовинними руїнами. Вхід королеви є головним входом до приймальних кімнат у північному крилі, у якому також міститься канцелярія прем'єр-міністра та Верховний суд.
Головний вхід до Верховного суду міститься зі сторони двору принца Йорґена; цей вхід у попередньому палаці був входом короля. Під час спорудження сучасної будівлі Крістіансборґа цей вхід підняли вище, тобто до нього ведуть короткі сходи. Вхід до Фолькетингу міститься у південному крилі зі сторони внутрішнього двору парламенту.
Палац об'єднаний з прилеглими будівлями трьома прихованими проходами у будівлях: Церковним (Kirkeløngangen; зі сторони каплиці), кавалерійським (Kavalerløngangen, у внутрішньому дворі парламенту; також він називається скарбницею (Zahlkammerbygningen) або проходом з канцелярії (Kancelliløngangen), він веде до старого Державного архіву, і частково до проходу з кунсткамери (Kunstkammerløngangen)). У прохідних будівлях, розташованих у дворі парламенту, облаштовано апартаменти для голів обох палат Фолькетингу.
Вежа палацу, яка має висоту у 106 м, є найвищою у місті (лише на метр вище за вежу Копенгагенської ратуші). Спочатку вона здавалась масивною та важкою, але її вигляд трохи змінився у 1934 році, коли на її верхівці встановили флюгер з двома коронами. Каркас вежі зроблено з залізобетону, і через це вона є однією з найстаріших бетонних споруд Данії.

### Матеріали та оздоблення
Фасади палацу облицьовані гранітом за виключенням нижніх поверхів зі сторони двору принца Йорґена, піщаник на яких зберігся від другого палацу. Перевага граніту полягає у тому, що він більш стійкий до різних погодних умов і майже не псується, але у той самий час він мало підходить для декоративних цілей, оскільки з граніту важко вирізати дрібні деталі. Для першого та підвального поверхів було використано каміння, зібране більш ніж від 700 різних парафій Данії. Каміння різних видів дало дивовижну гру кольорів, яка була результатом того, що їх природна поверхня була майже не обробленою; окрім цього, завдяки такому камінню будівля палацу стала схожа на старовинний замок.
Більша частина фасадових оздоблень виконана скульптором Андерсом Бундгордом. Над кожним вікном першого поверху (окрім фасаду зі сторони двору принца Йорґена) висять гранітні маски видатних історичних діячів Данії (серед яких, зокрема, єпископ Абсалон, Тихо Браге, Н. Ф. С. Ґрундтвіґ, Бліхер, Тьєтґен та Енріко Далґас). Також при вході до Фолькетингу, у дворі парламенту, розміщено маски творців конституції Данії. Повний список зображених діячів виглядає так:
Зі сторони Палацової площі:
Найближча до церкви — маска єпископа Й. П. Мунстера, далі за порядком (слід зазначити, що дві маски над входом не є портретами): Ганс Таусен, Педер Оксе, Андерс Сьоренсен Ведель, Тихо Браге, Нільс Юель, Даніель Ранцау, Адам Еленшлеґер, архітектор К. Ф. Харсдорф, генерал О. К. Бюлов, К. В. Екерсберг, Бертель Торвальдсен, Й. П. Е. Гартман, Людвіг Гольберг, Серен К'єркегор, професор Н.І, Фйорд, Педер Торденшельд, Й.Н, Мадвіг, Абсалон, К. Д. Ревентлов, Томас Кінґо.
Зі сторони двору парламенту:
Найближча до будівлі, яка об'єднує палац з міністерствами — маска Й. К. Древсена і далі за порядком: Л. Н. Вітт, К. Галь, Бальтазар Крістенсен, Орла Леманн, Й. Ф. Скоу, А. Ф. Чернінг, К. Х. Г. Андре, А. Ф. Кріґер, В. Б'єррінг, Альґрен Уссінг, К.Н, Давід, Х. Н. Клаусен, П. Д. Бруун, П. Г. Банг, Д. Г. Монрад.
Зі сторони Королівського манежу:
Найближча до двору парламенту — маска Й. Евальда, далі за порядком: С. С. Бліхер, К. Ф. Тьєтґен, Н. Ф. С. Ґрундтвіґ, Г. К. Ерстед, Нільс Фінзен, Нільс В. Ґаде, Е. Далґас, Г.К, Андерсен, Ф. Палудан-Мюллер; на масках над вікнами Верховного суду зображені наступні діячі: А. П. Бернсторф, Педер Реедтц, Й. Е. Ларсен, К. Кольбйорнсен, Кофод Анкер, Педер Ґріффенфельд, А. С. Ерстед, Й. Неллеманн, Генрік Стампе, А. В. Шеель.
Над входом до Фолькетингу можна побачити чотирьох гранітних атлантів, які тримають над ним балкон; в народі ця композиція називається «воротами болю» (Smertens Port). Скульптурна композиція, оригінальна назва якої — «Щоденна втома» («Det Daglige Slid»), мала контрастувати з масштабним гранітним палацом. Вирізані у камені, повні відчаю обличчя справляли таке гнітюче враження, що свого часу навіть проводився збір коштів, аби їх замінити. Проте вони лишились у тому вигляді, який їм надав скульптор; у народі їх прозвали «Вушний біль», «Головний біль», «Біль у животі» та «Зубний біль» (Ørepine, Hovedpine, Mavepine та Tandpine).

## Внутрішнє планування
Загалом палац поділено між приміщеннями Фолькетингу та королівського дому у північному та південному крилі будівлі відповідно. Як і в попередніх палацах, сучасний Крістіансборґ має шість поверхів, які, проте, розподілені трохи по-різному: на першому поверсі міститься хол, а на другому, Bel étage, — найважливіші приміщення палацу.
У королівському (північному) крилі, окрім Державних приймальних кімнат королеви, міститься Верховний суд (на першому поверсі) та канцелярія прем'єр-міністра, розташована над приймальними кімнатами у приміщеннях, які спочатку були задумані як особисті покої короля.

### Фолькетинг
У парламентському крилі є прохідна зала, яка закінчується на схід від зали Фолькетингу та на захід від колишньої зали Ландстингу. Уздовж цієї прохідної зали містяться апартаменти голови парламенту та секретаріат Фолькетингу.
Перший поверх у парламентському крилі розміщено навколо холу, по обох кінцях якого — палати колишнього Ріґсдагу, колишнього двопалатного парламенту: зала Фолькетингу міститься в кінці одного поверху, а зала колишнього Ландстингу — в іншому (вона використовувалась лише один раз з того часу, як у 1953 році Фолькетинг став єдиною палатою парламенту). Уздовж зали є багато інших приміщень, наприклад, офіс речника парламенту та адміністративні кабінети.

#### Зала Фолькетингу

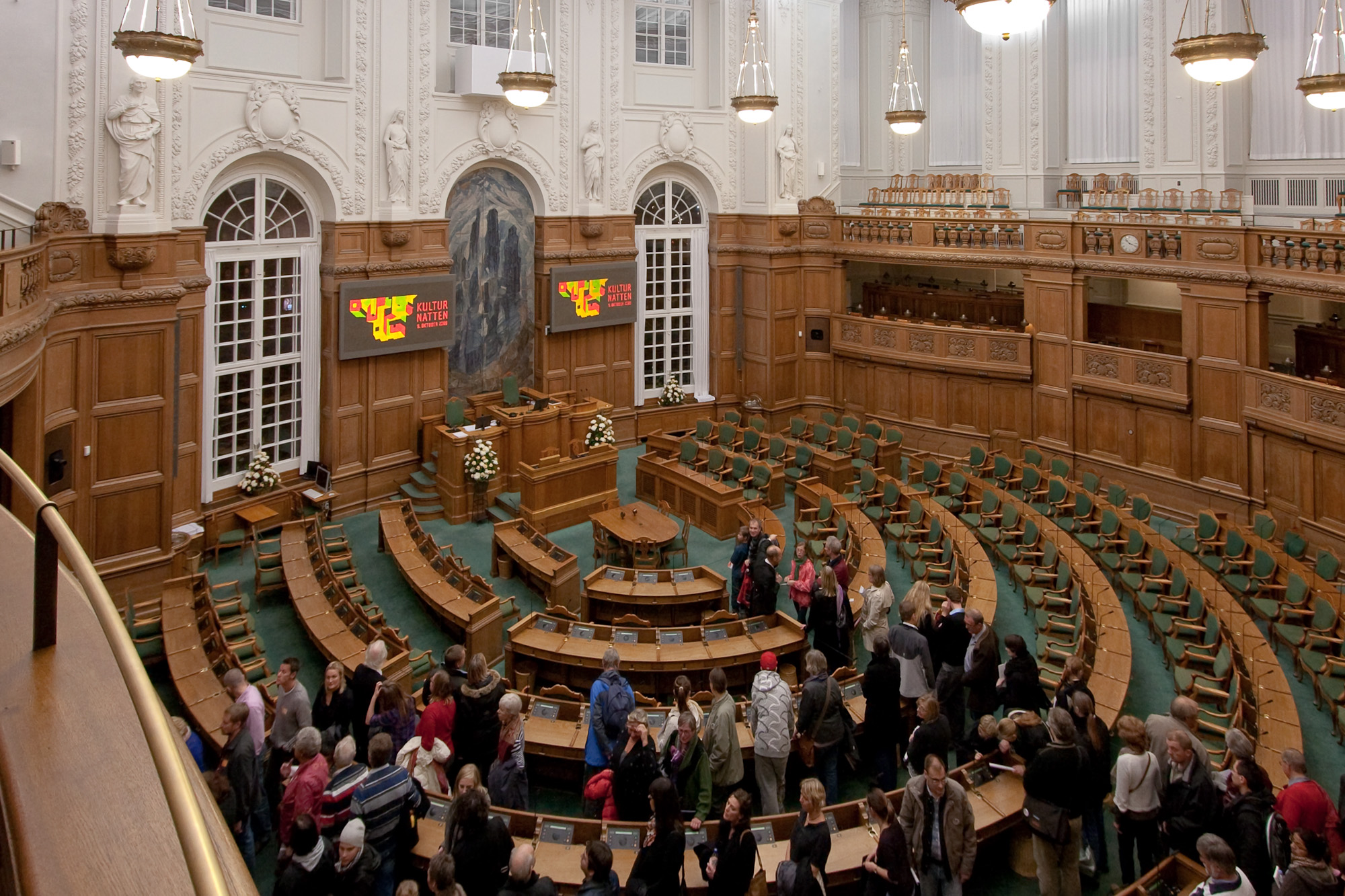
Зала Фолькетингу

Залу Фолькетингу було відкрито 28 травня 1918 року; тоді ж проведено перше засідання парламенту. Місця членів Фолькетингу розташовані у формі підкови, на кінцях якої — місця голови та речника парламенту а середина якої звернена до стіни навпроти Палацової площі. По боках містяться ложі висотою у кілька поверхів, призначені для преси, членів королівської родини, колишніх членів парламенту та публіки. Крісло речника стоїть на великому дубовому подіумі, який раніше був частиною млина на острові Мьон. Зала Фолькетингу, стіни якої обкладено дубовими дошками, займає три поверхи; у верхніх частинах її стін та на стелі є багато ліпнини. На стіні за кріслом речника парламенту розміщено дошки для голосування та гобелен, виконаний Берітом Йєґольтом. На протилежній стіні висять два пейзажі художника Олафа Руде.
Місця у парламенті закріплені за його членами та розділені за їх політичними переконаннями («праві» та «ліві», якщо дивитись зі сторони місця речника). Окрім цього, місця розподілено так, що доповідачі та члени парламенту з більшим досвідом сидять попереду, найближче до речника. Чим більша кількість партій, представлених у парламенті, тим складніше визначитися з місцями. Також іноді постає питання, чи варто надавати місця для міністрів, які не є членами Фолькетингу.

### Державні приймальні кімнати королеви

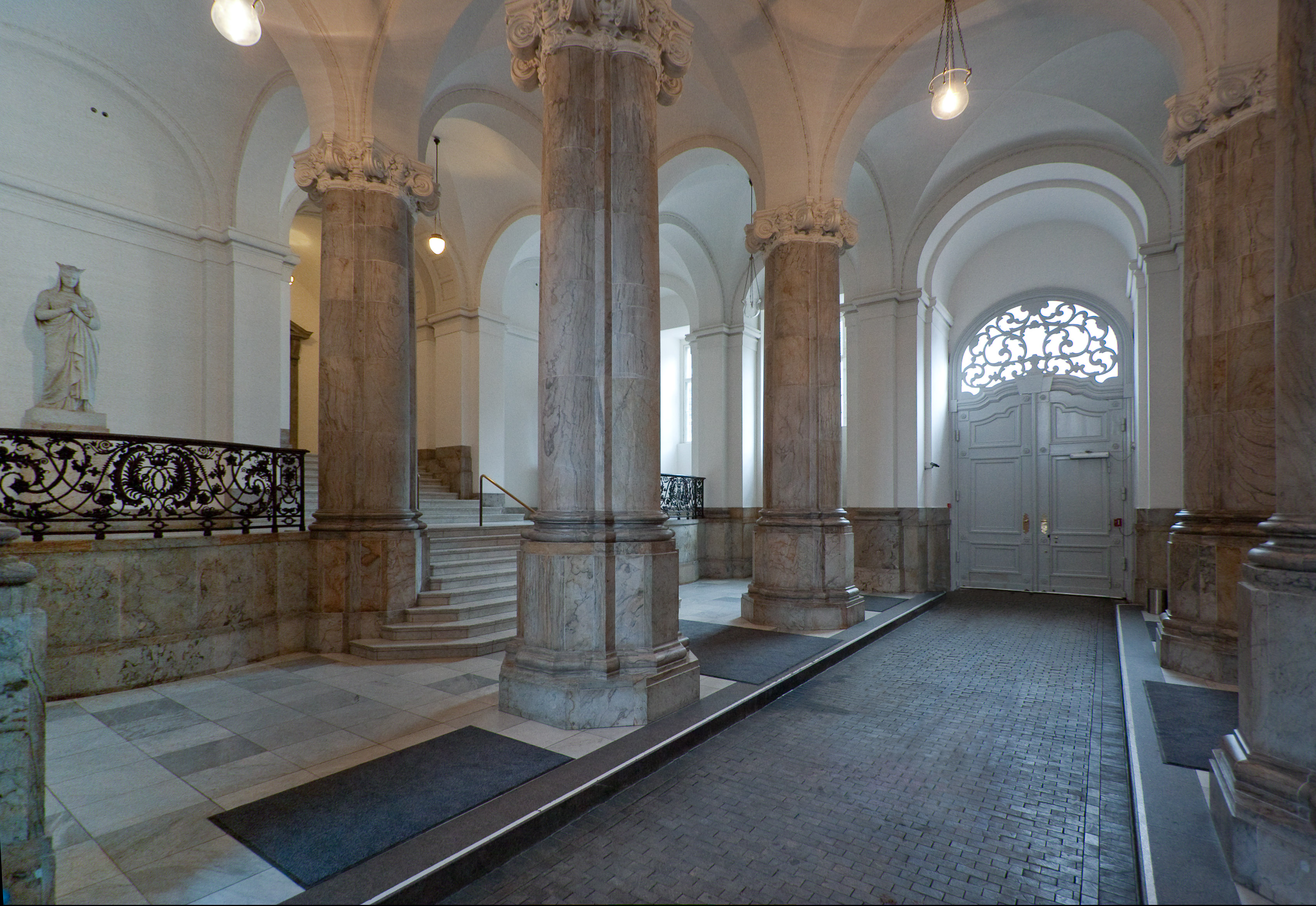
Ворота королеви є головним входом до її Державних приймальних кімнат

Державні приймальні кімнати королеви містяться у королівському (північному) крилі на першому та другому поверхах. Королівська родина використовує їх для офіційних зустрічей: гала-вечерь, вечірніх зборів, святкувань Нового року, зустрічей з послами, аудієнцій та зустрічей з міською радою.
Входом до приймальних кімнат слугують Ворота королеви (Dronningeporten). Від них нагору, до королівського крила, ведуть двоє головних сходів: Сходи короля (Kongetrappen), які проходять через Залу алебардистів (Drabantsalen) і є головним входом до приймальних кімнат, та Сходи королеви (Dronningetrappen), які менші за розміром та ведуть до вищих поверхів.
На першому поверсі, на початку Сходів короля, розташована кімната для аудієнцій (Audiensgemakket) та кімната міської ради (Statsrådssalen). Королева проводить аудієнцію кожного другого понеділка та відвідує міську раду з парламентом за потреби — зазвичай щосереди. У міській раді королева підписує нові акти після того, як їх ухвалить парламент. Кімната для аудієнцій та кімната міської ради — єдині з державних приймальних кімнат, закриті для відвідувачів.
Сходи короля також ведуть до зали у вежі (Tårnsalen). У ній є багато гобеленів, створених за ескізами Йоакіма Сковґора, які зображують мотиви з данських народних пісень.
На другому поверсі також містяться Тронна, Лицарська, Картинна та Олександрівська зали. До приймальних кімнат також належать Фреденсборзька зала (Fredensborgsalen) з виконаним Лауріцем Туксеном портретом короля Кристіана IX та його родини у палаці Фреденсборг, та частини Королівської бібліотеки.
У державних приймальних кімнатах королеви є багато картин, гобеленів та інших витворів таких данських митців, як Ніколай Абільґор, Бертель Торвальдсен, К. В. Екерсберг, Лауріц Туксен, Йоакім Сковґор та Бйорн Нерґор. Також тут зберігається багато меблів та предметів інтер'єру, які вдалося врятувати після пожежі другого Крістіансборґа.

#### Тронна зала

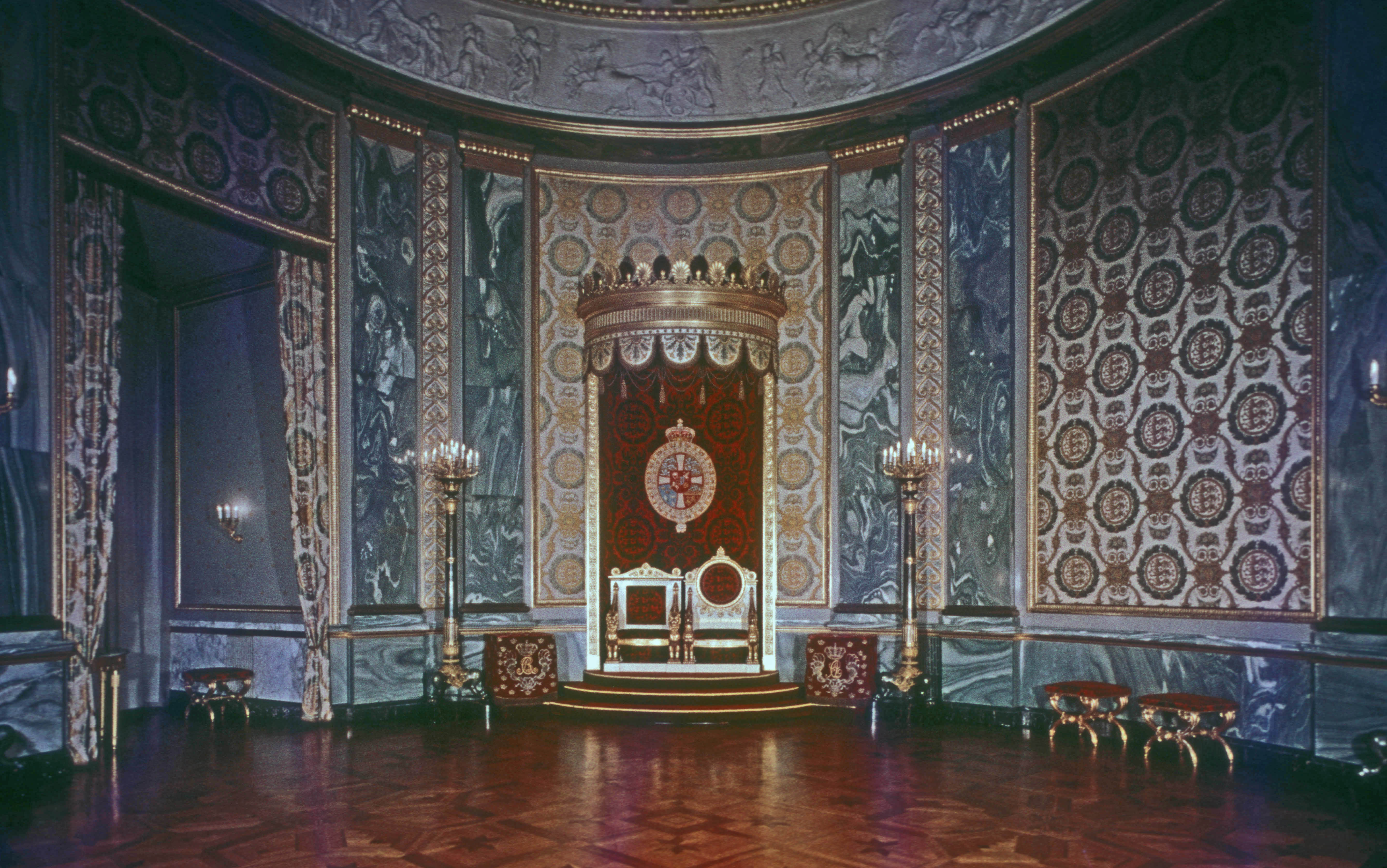
Тронна зала

Овальна тронна зала (Tronsalen) міститься у головному крилі зі сторони палацової площі. Два її трони, створені К. Ф. Гансеном, лишилися після другого Крістіансборґа. Ця зала використовується для святкування Нового року та зустрічей з послами інших країн. Окрім того, існує традиція, згідно з якою новий монарх виголошує промову саме з балбалконаонної зали.
Стеля зали розписана художником Крестеном Іверсеном. Вона зображує легенду про данський прапор, який спустився з неба перед битвою при Ліданісі в Естонії у 1219 році.

#### Лицарська зала
Лицарська зала — найбільша у Крістіансборзі: вона має 40 метрів у довжину та 10 метрів у висоту. Вона вміщує 400 гостей під час вечері й використовується для прийомів, королівських вечірніх зборів та гала-вечерь, які зазвичай пов'язані з державними візитами.
Стеля зали багато прикрашена ліпниною та картинами Крестена Іверсена; мармурову підлогу було взято з Королівської бібліотеки, яку було перебудовано у 1910 році. Після облаштування Лицарську залу було прикрашено гобеленами з лицарської зали палацу Розенборг, але у 2000 році було вивішено 17 гобеленів з зображеннями сюжетів з історії Данії, які данські промисловці подарували королеві Маргрете на честь її 50-літнього ювілею у 1990 році. Ці гобелени виткані за ескізами Бйорна Ньорґорда.
Його ескізи та картонні макети у натуральну величину згодом були передані до Музею мистецтв (KØS), де вони є частиною постійної експозиції.

#### Олександрівська зала
Олександрівська зала отримала свою назву завдяки мармуровому фризу «Олександр Великий в'їжджає до Вавилона», виконаному Бертелем Торвальдсеном. Він був встановлений ще за часів другого Крістіансборґа і частково вцілів після пожежі. Пізніше його відреставрували та повернули до зали.
Зараз ця зала використовується для менших зустрічей та офіційних обідів.

### Руїни під палацом
Як вже зазначалося, під будівлею палацу містяться руїни замку Абсалона та Копенгагенського палацу. Під час закладення фундаменту третього (сучасного) Крістіансборґа будівельники знайшли залишки кількох будівель та частини стін.
Згодом було викликано експертів з Національного музею Данії і руїни, які були під внутрішнім двором палацу, вирішили відкрити. Інтерес публіки до залишків будівлі, датованої 1167 роком, був величезним, тому було вирішено зберегти їх для нащадків. У 1908 році було зведено бетонну конструкцію, якою накрили руїни. На той час це була найбільша споруда такого роду у Данії.
Залишки, розташовані під палацовою площею, було відкрито у 1917 році та згодом так само накрито бетонною спорудою. Вони стали доступними для відвідувачів з 1924 року. Експозицію востаннє було відреставровано у 1974—1977 роках.

## Прилеглі будівлі
Будівлі, розташовані навколо палацу Крістіансборґ, виконані у різних архітектурних стилях — залежно від часу їх створення, оскільки багато з них лишилися від трьох попередніх палаців.

### Королівський манежний комплекс

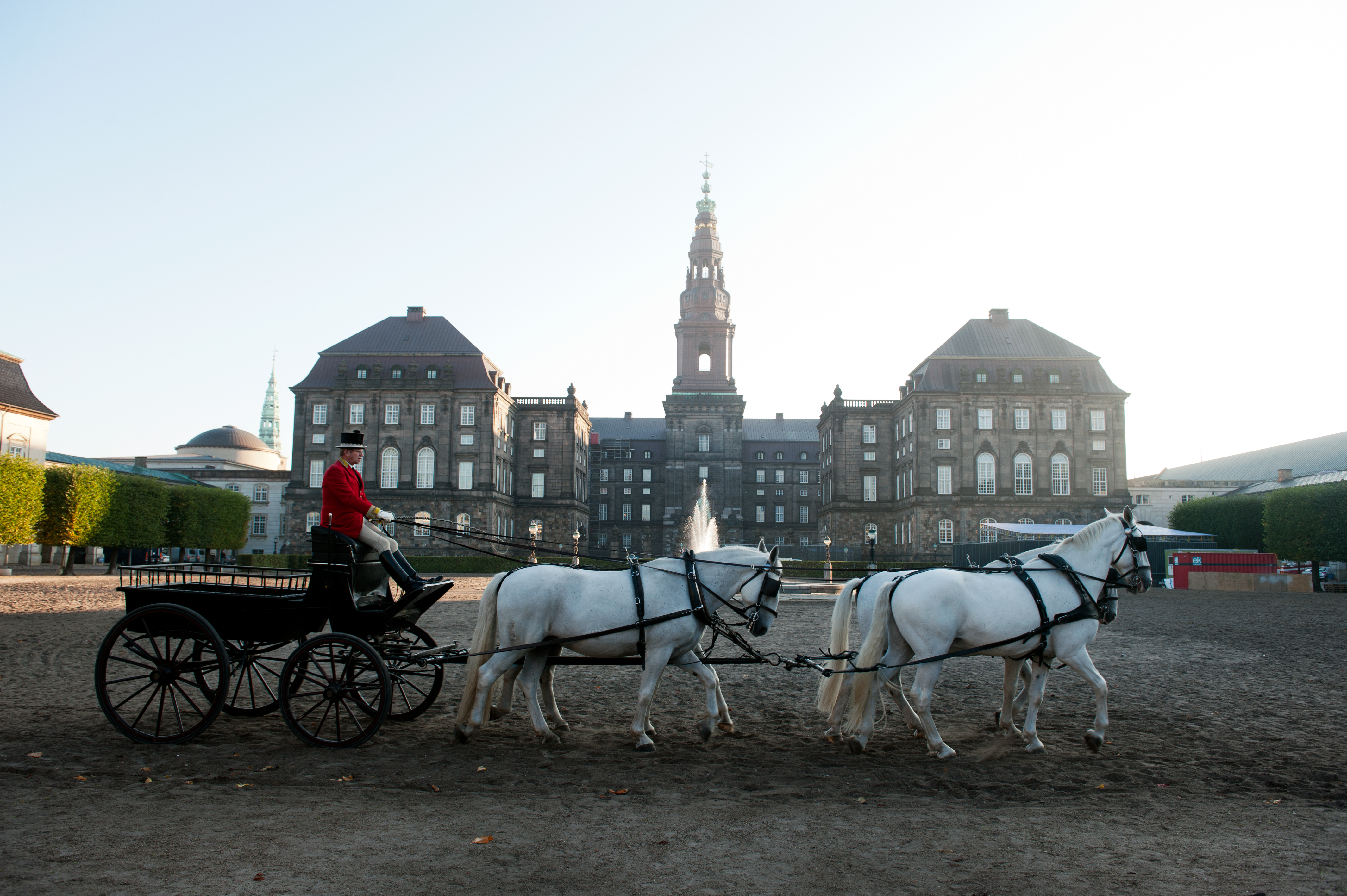
Кінний екіпаж на Королівському манежі

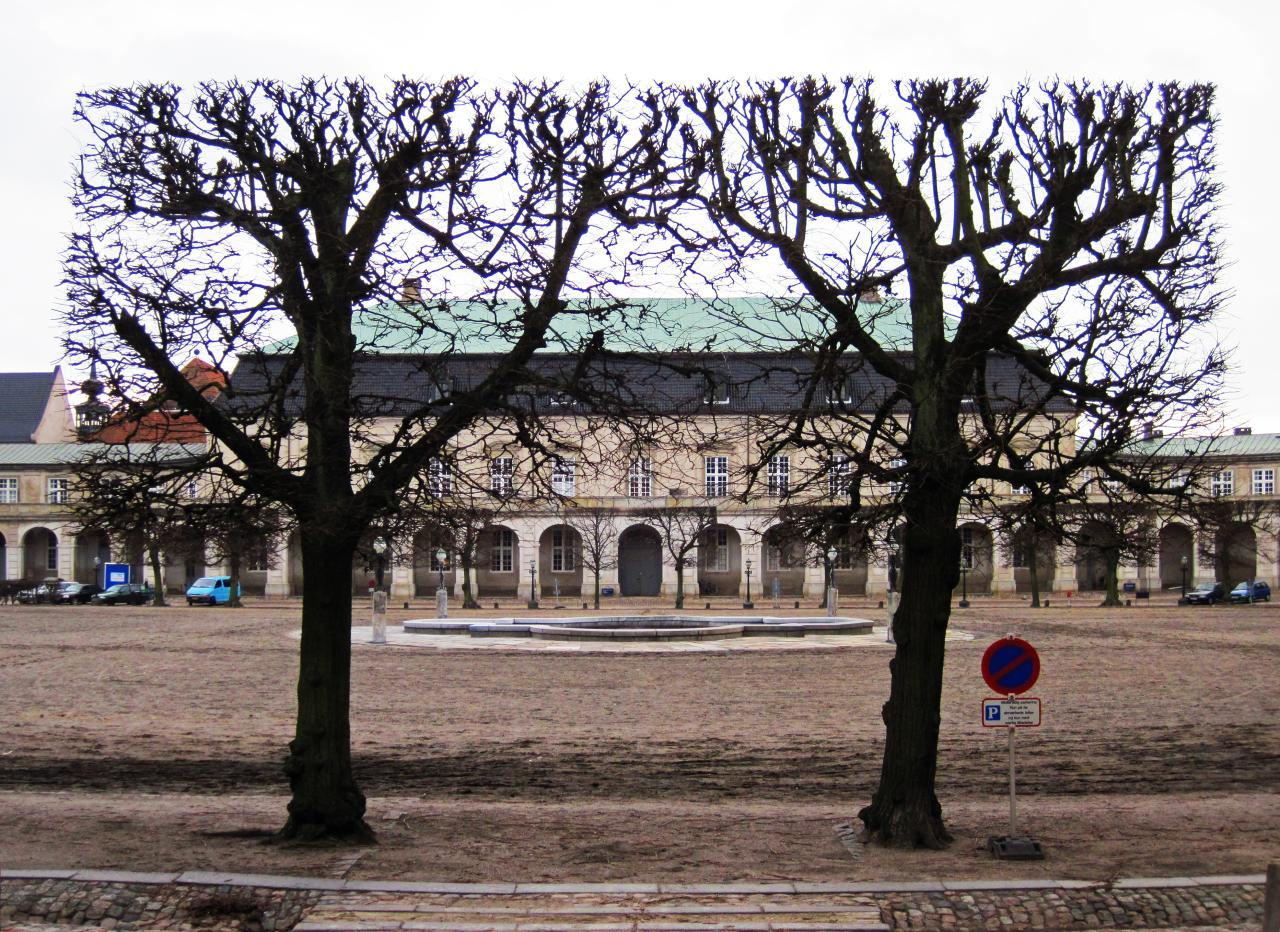
Манеж та Королівські стайні

Королівський манеж та комплекс будівель навколо нього (Ridebaneanlægget) — єдине, що дійшло до наших днів із часів першого Крістіансборґа. Він складається з двох симетричних крил з двома будівлями стаєнь — одна з них пряма, вузька та невисока, а за нею міститься інша — висока, широка та вигнута. Одноповерхова споруда за ними замикає ці крила на кінці Фредеріксгольмського каналу.
Під час будівельних робіт у 1742 році першим закінченим крилом було північне. Побудова південного крила почалася ще у червні 1740 року, проте зупинилася восени через технічні складнощі. Будівництво відновилося лише у січні 1744 року під наглядом молодого архітектора Ніколая Ейгтведа. Завдяки його проєкту це крило вийшло красивішим за північне.

#### Королівські стайні
Більша частина першого поверху у манежних будівлях, включно зі спорудженнями біля Мармурового мосту, була стайнею, яка вміщувала 87 верхових та 165 їздових коней, розміщених тут у 1746 році після завершення побудови південного крила будівлі. Частина цих приміщень, прикрашених мармуровими колонами, досі лишилась без змін; другу частину зробили музеєм карет, у якому можна побачити старі кінні екіпажі.
Наразі тут утримуються 20 коней та карети, яких використовують для виїзних церемоній королівської родини Данії під час державних урочистостей та свят. У 1789 році тут утримувалося 270 коней — найбільша кількість за всю історію стаєнь.
Також певну частину приміщень відведено під офіси та гаражі для автомобілів королівської родини.Деякий час після 1988 року тут також розміщували коней кінного підрозділу поліції Копенгагена.
У період з 2007 по 2009 рік Королівські стайні було реконструйовано згідно з вимогами нового закону про поводження з тваринами.

#### Будинок школи верхової їзди

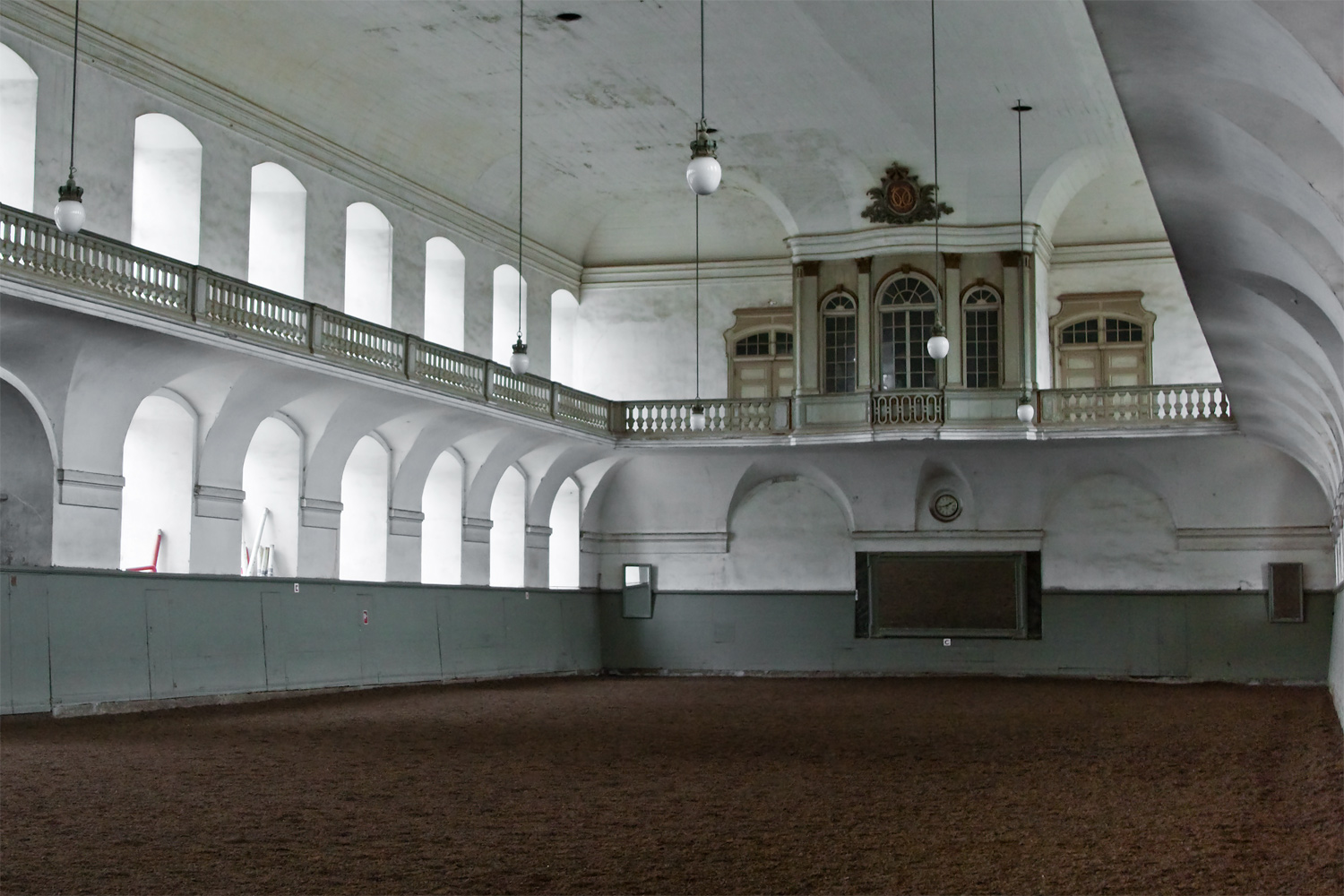
Внутрішнє оформлення будинку школи верхової їзди (на балконі на задньому плані міститься королівське місце)

Ця будівля розташована у північному крилі манежного комплексу, навпроти Придворного театру. Її внутрішнє оформлення лишилось майже незмінним, хоча вона і були споруджена ще як частина першого палацу Крістіансборґ. Всередині будинку є особливе королівське місце та балкон, з якого глядачі мали можливість спостерігати за вправами та змаганнями, які тут проходили. Королівське місце також цікаве тим, що це — одне з приміщень, яке зберегло інтер'єр з часів першого Крістіансборґа.
У наш час у Будинку верхової їзди проводяться кінні шоу та тренування коней, які утримуються у Королівських стайнях. Окрім цього тут також відбуваються різноманітні культурні заходи, наприклад, театральні та оперні вистави.

### Придворний театр

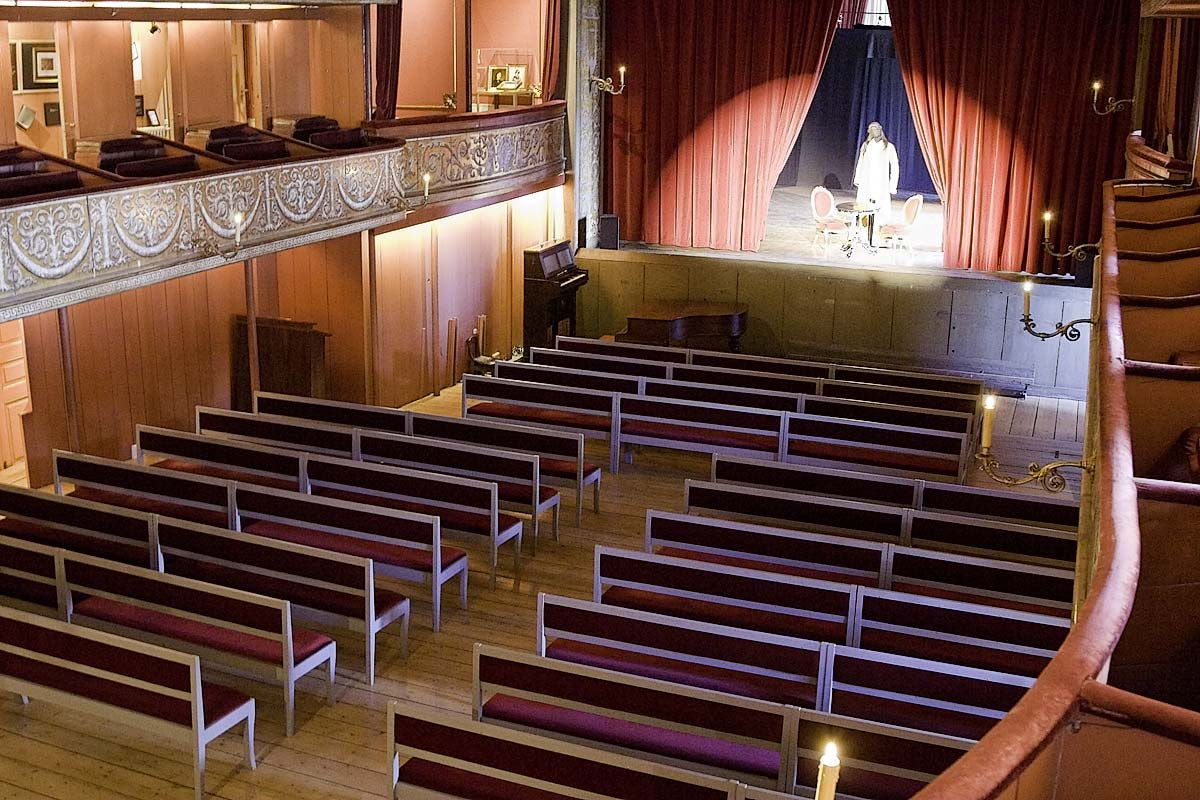
Зала Придворного театру, 2007 рік

Ще у Копенгагенському палаці було приміщення для театру, якого, проте, не було передбачено у першому Крістіансборзі. Вистави для короля Кристіана VII спочатку відбувалися в обідній залі, і врешті-решт у 1766 році було вирішено спорудити при дворі окрему будівлю для театру. Приміщення над стайнями у південному крилі манежного комплексу, яке раніше було кімнатою для зберігання упряжей, було перероблено на театральну залу. Облаштував її французький архітектор Ніколя-Анрі Жарден, і у січні 1767 року залу урочисто відкрив король Кристіан VII разом з дружиною, Кароліною Матильдою Великобританською. Детальних описів або художніх зображень внутрішного оздоблення цієї театральної зали не збереглося.
У 1842 році театр було перебудовано за проектом архітектора Йорґена Гансена Коха. В цей період Придворний театр було об'єднано з Королівським театром Данії. Він виступав у якості додаткової сцени. У 1881 році його закрили, а більшість майна розпродали. Одним з приводів закриття також була пожежа у Відні, яка знищила відомий Рінгтеатр та виявила небезпеку, до якої може призвести подальше використання старих театрів.

З 1922 року у будівлі Придворного театру міститься Театральний музей. Сама театральна зала лише іноді використовується для лекцій, телепередач або театральних постановок.

### Мармуровий міст та павільйони

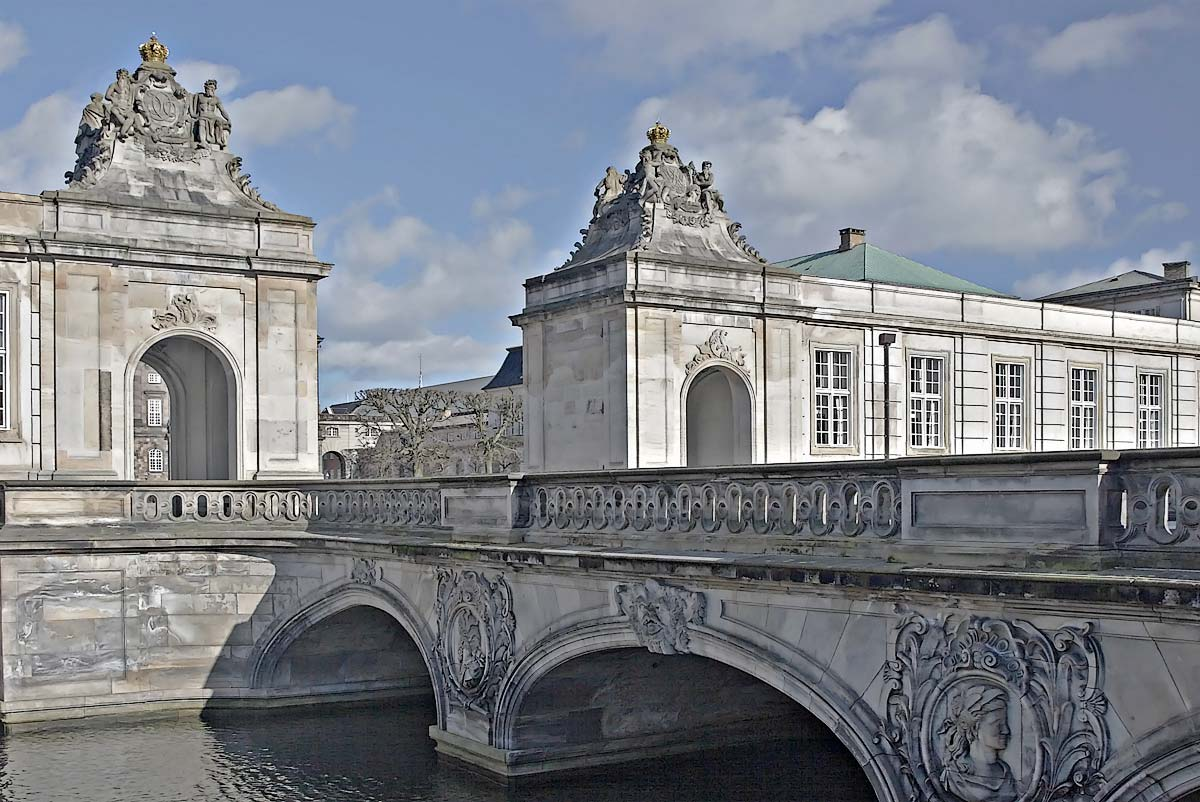
Мармуровий міст та павільйони

Згідно з проєктом першого Крістіансборґа авторства Гойссера, два крила палацу мали з'єднуватися воротами на кінці Фредеріксгольмського каналу, через який мав бути перекинутий звідний міст. Комісія з питань будівництва палацу не вдовольнилася цим варіантом та попрохала двох молодих архітекторів, Ніколая Ейґтведа та Лауріца де Тура, вигадати альтернативу.
Вони запропонували спорудити через канал нерухомий міст, який також мав стати головним входом до палацу, та два павільйони воріт, які б мали стояти по боках від відкритої дороги та завершувати комплекс споруд між двома крилами будівлі. І міст, і павільйони були виконані у стилі нового рококо.
Головним архітектором згодом став Ейґтвед, якому, власне, і належав проєкт.
Міст виглядав надзвичайно елегантно — зроблений з піщанику і прикрашений скульптурами, виконаними Луї Оґюстом ле Клерком. Тротуар було викладено мармуром (звідси назва — Мармуровий міст (Marmorbro)), а дорогу — бруківкою.
Павільйони своєю величністю не поступалися мосту. Вони були вкриті саксонським піщаником, а скульптор Йоган Крістоф Петцольдт прикрасив увігнуті дахи монограмами королівської пари та встановив на кожному даху по чотири фігури, які мали уособлювати монарші чесноти. Внутрішнє оздоблення виконав придворний каменяр Якоб Фортлінг. Міст та павільйони було урочисто відкрито 1744 року.
Спочатку між павільйонами було споруджено великі сітчані ворота. Проте, зроблені з заліза, з часом вони заіржавіли, тому їх прибрали у 1830-тих роках.
У 1996 році, коли Копенгаген було проголошено Культурною столицею Європи, Агентство з питань палаців та нерухомості завершило реставрацію Королівського манежу, яка тривала багато років. Реконструкцію Мармурового мосту та павільйонів проводив у 1978—1996 роках архітектор Ерік Гансен, а манежу — королівський інспектор зареєстрованих державних будівель Ґердт Борнебуш у 1985—1996 роках.

### Королівська каплиця

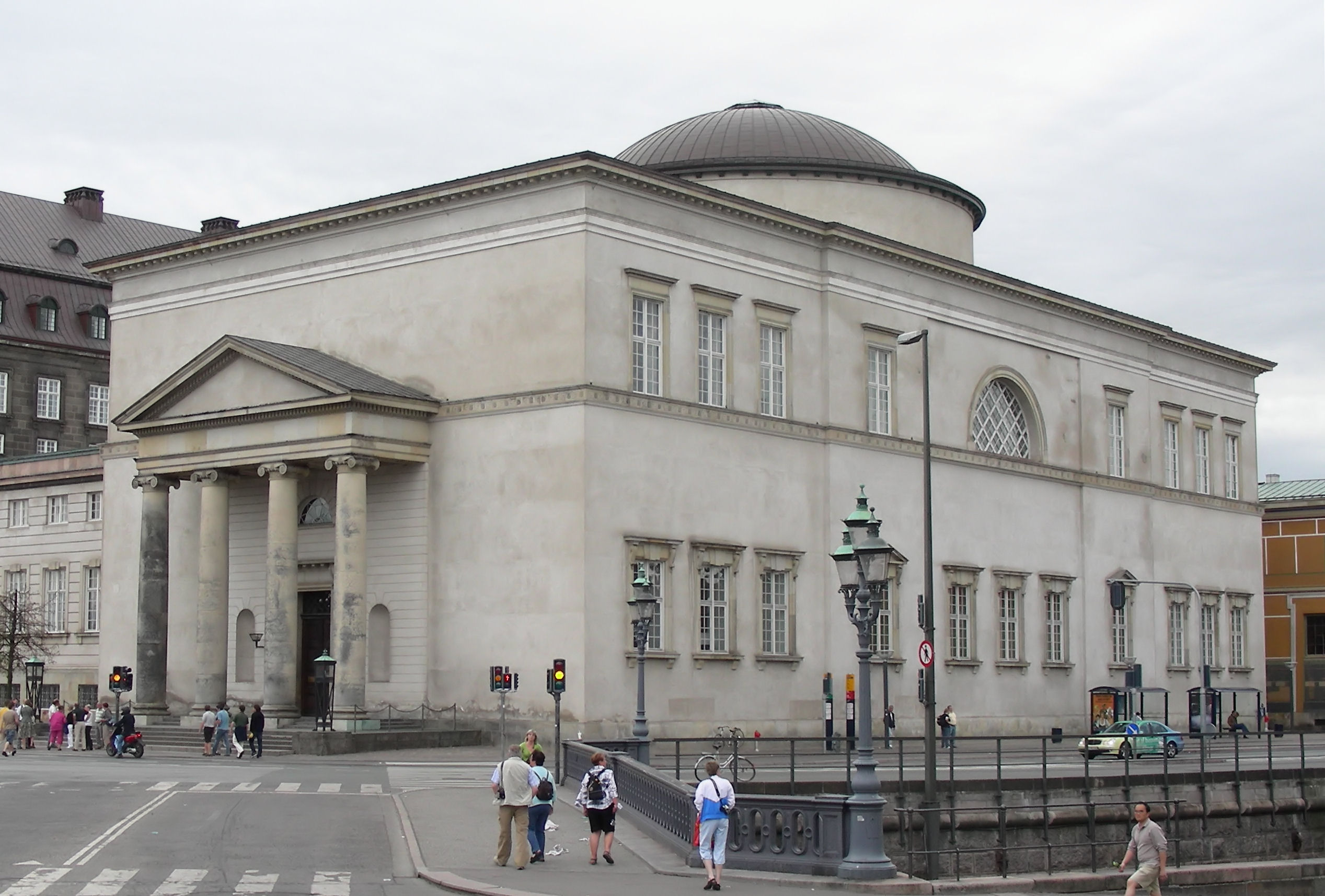
Королівська каплиця

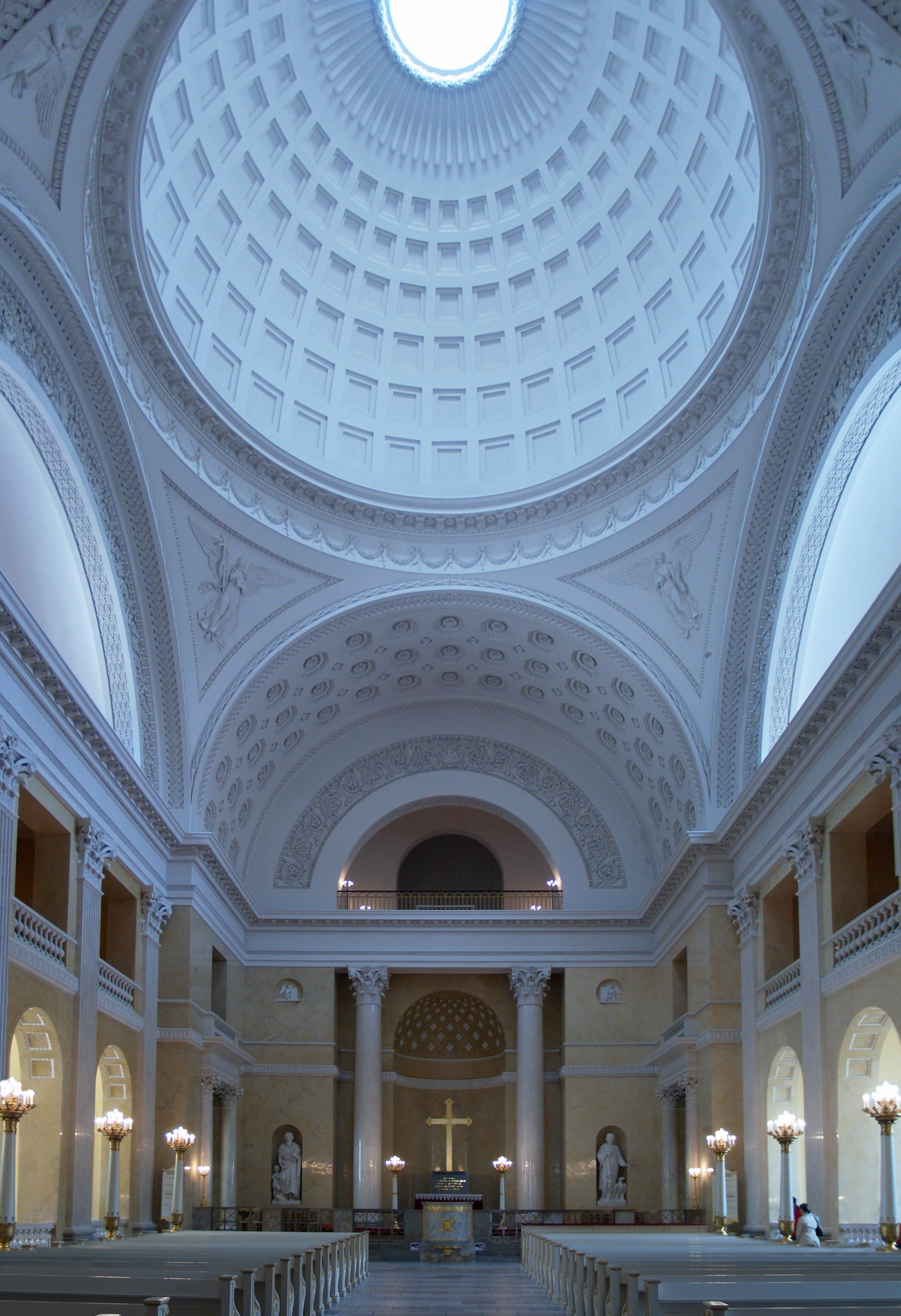
Інтер'єр Королівської каплиці

Палацова каплиця належить до тієї частини палацу Крістіансборґ, яку використовує королівська родина. У ній проходять релігійні церемонії для членів королівської родини, здебільшого хрестини, конфірмація та жалобні церемонії (castrum doloris). Окрім цього, її інколи використовує парламент — тут проводиться служба на честь відкриття Фолькетингу.
Ще замок Абсалона та Копенгагенський палац мали власні церкви. Під час будівництва першого Крістіансборґа палацова церква отримала окрему будівлю, яка з'єднувалася з основною будівлею палацу завдяки проходу. Король Кристіан VI цікавився архітектурою, тому запросив молодого архітектора Ніколая Ейґтведа, аби той побудував палацову каплицю (1738—1742 рр.). Ейґтвед виконав завдання і створив будівлю, яка мала чи не найвитонченіший у Данії інтер'єр у стилі рококо. Проте вона була знищена пожежею 1794 року. Хоча було вирішено знести її залишки, цього не зробили.
Початкова будівля каплиці не відрізнялась від решти палацу, у її зовнішньому оформленні ніщо не говорило про те, що ця будівля є церквою. Архітектор К. Ф. Гансен, який відновлював палац у 1803—1828 рр., також почав будівництво палацової каплиці у 1810 році. Роботи почалися у 1813, і для спорудження церкви використовувалися вцілілі рештки попередньої будівлі. Каплиця, яка тепер мала купол, чотири суцільні стіни та чотири колони на вході, разом з основною будівлею палацу була виконана у стриманому неокласичному стилі.
Другу палацову каплицю було відкрито на День Святої Трійці, 14 травня 1826 року, щоб відзначити 1000-річчя християнізації Данії.
Друга пожежа, яка сталася у 1884 році, оминула каплицю, оскільки вогонь зупинився у будівлях, які були сполучені з палацом. Проте 7 червня 1992 року вона загорілася через сигнальну ракету, випущену під час карнавалу. Тоді вщент згоріли дах, купол та проміжний поверх церкви, значних пошкоджень також зазнали стіни та інтер'єр. Невдовзі після цього Національне агентство палаців та нерухомості Міністерства фінансів Данії почало відновлення каплиці у співпраці з художньою студією Еріка Мьоллера та Королівським інспектором зареєстрованим державних будівель Єнсом Фредслундом.
Креслення куполу та даху не збереглися, проте згодом було знайдено рештки будівлі, що дало можливість відновити їх. Під час реконструкції також широко використовувалися історично точні методи. Данські митці не могли відтворити скальйоли, які мав інтер'єр каплиці. Тоді за справу взявся один з провідних німецьких експертів, Манфред Зіллер, який навчив данських колег роботі з тиньком. Її відновили у тому вигляді, який вона мала до пожежі. Це потребувало великих зусиль, які, проте, увінчалися успіхом. Відбудовану церкву було відкрито 14 січня 1997 року на честь святкування срібного ювілею королеви Марґрете II. Результат реконструкції було відзначено почесною премією Europa Nostra.
Спочатку палацова каплиця належала королівському дому, у якій королівський сповідник мав проводити богослужіння та інші церковні ритуали для членів королівської родини, двору, Придворного театру та інших королівських установ. Ситуація змінилась у 1930-ті роки, коли каплиця кілька років не мала настоятеля і стала, в принципі, звичайною парафіяльною церквою. У 1964 році парафію було закрито, і з того часу каплиця використовується лише для особливих приводів.

### Депо для карет

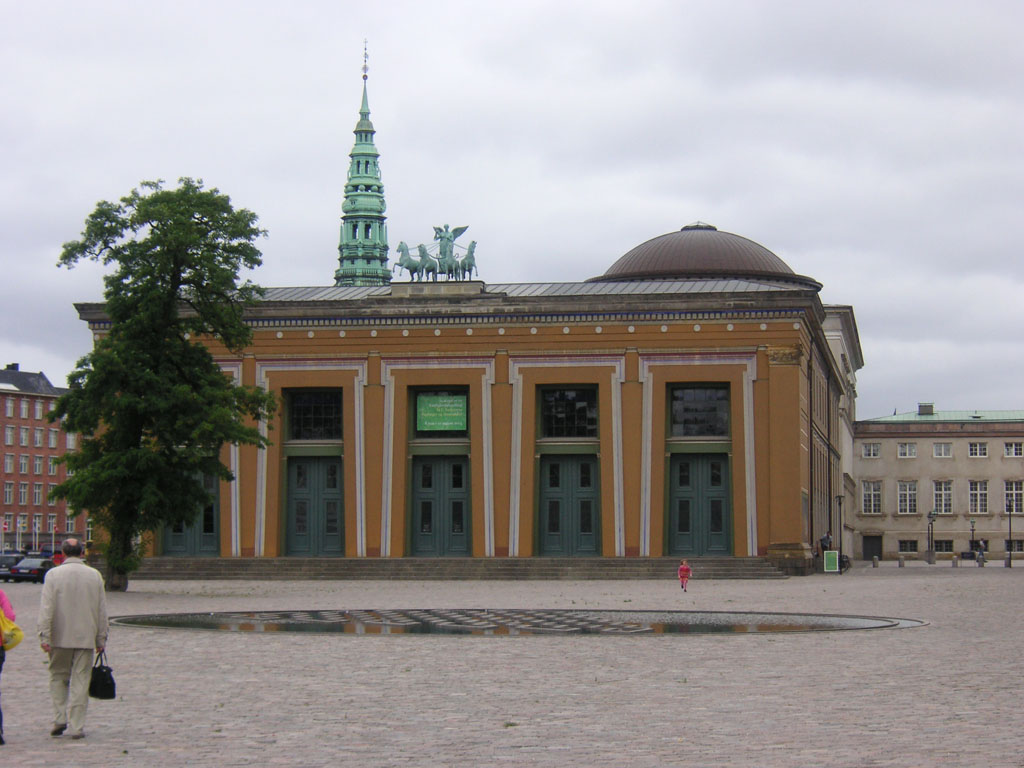
Музей Торвальдсена

Депо для карет також було частиною першого Крістіансборґа, але у 1839 році король передав його для облаштування Музею Торвальдсена. Ці будівлі пережили пожежу 1794 року, але були у поганому стані. За планом К. Ф. Гансена депо було розділено на два паралельних крила, які закривалися двома кінцевими крилами та мали короткий проїзд. Під час облаштування музею будівлю депо було майже повністю перероблено.

### Вежа палацу
У червні 2014 році для публіки було відкрито оглядовий майданчик на вежі палацу, яка все ще лишається найвищою спорудою міста. Всередині неї у колишньому складському приміщенні зробили ресторан. Вхід до вежі безкоштовний; при вході обов'язково треба проходити через пости служби безпеки через офіційний статус палацу. У вежі також є ліфт..
З оглядового майданчика на верхівці вежі можна побачити наступні пам'ятки:
- на південному сході: Бьорсен, церква Нашого Спасителя (Вор Фрельсерс), церква Кристіана, Чорний Діамант (будівля Королівської бібліотеки), готель Radisson Blu Scandinavia Hotel København, Концертна зала, готель AC Hotel Bella Sky Copenhagen;
- на південному заході: хостел Danhostel Copenhagen City, Кристал (штаб-квартира організації Nykredit), Нова гліптотека Карлсберга, Парк Тіволі, Центральний вокзал Копенгагена, офісна будівля Калсберг Говедконтор, будівля Карлсберг-силоен, готель Radisson Blu Royal Hotel, міська ратуша, готель Scandic Palace Hotel;
- на північному заході: Фредеріксберзька ратуша, церква Вор Фруен, Кругла вежа, церква Святого Духа, Миколаївський центр сучасного мистецтва, Національна лікарня (Rigshospitalet);
- на північному сході: Мармурова церква, палац Амалієнборг, торговий центр Magasin du Nord, ТЕЦ Амагеверкет, Гольменська церква, Національний банк Данії.

## Скульптури
На Палацовій площі встановлено дві кінні статуї: короля Фредеріка VII, створена Х. В. Біссеном, та Кристіана IX.
Біля двору принца Йорґена стоять чотири бронзові скульптури: Геракл, Асклепій, Мінерва та Немезида. Вже у 1804 році їх було доручено виконати Бертелю Торвальдсену, але контракт було підписано лише 1843 року. Скульптор виконав статую Геракла і почав наступну — Асклепія, але він був застарий для роботи з такими великими розмірами, і друга скульптура обвалилася. Невдовзі по його смерті Х. В. Біссен закінчив почате Торвальдсеном, орієнтуючись на його ескізи.

### Кінна статуя короля Кристіана IX

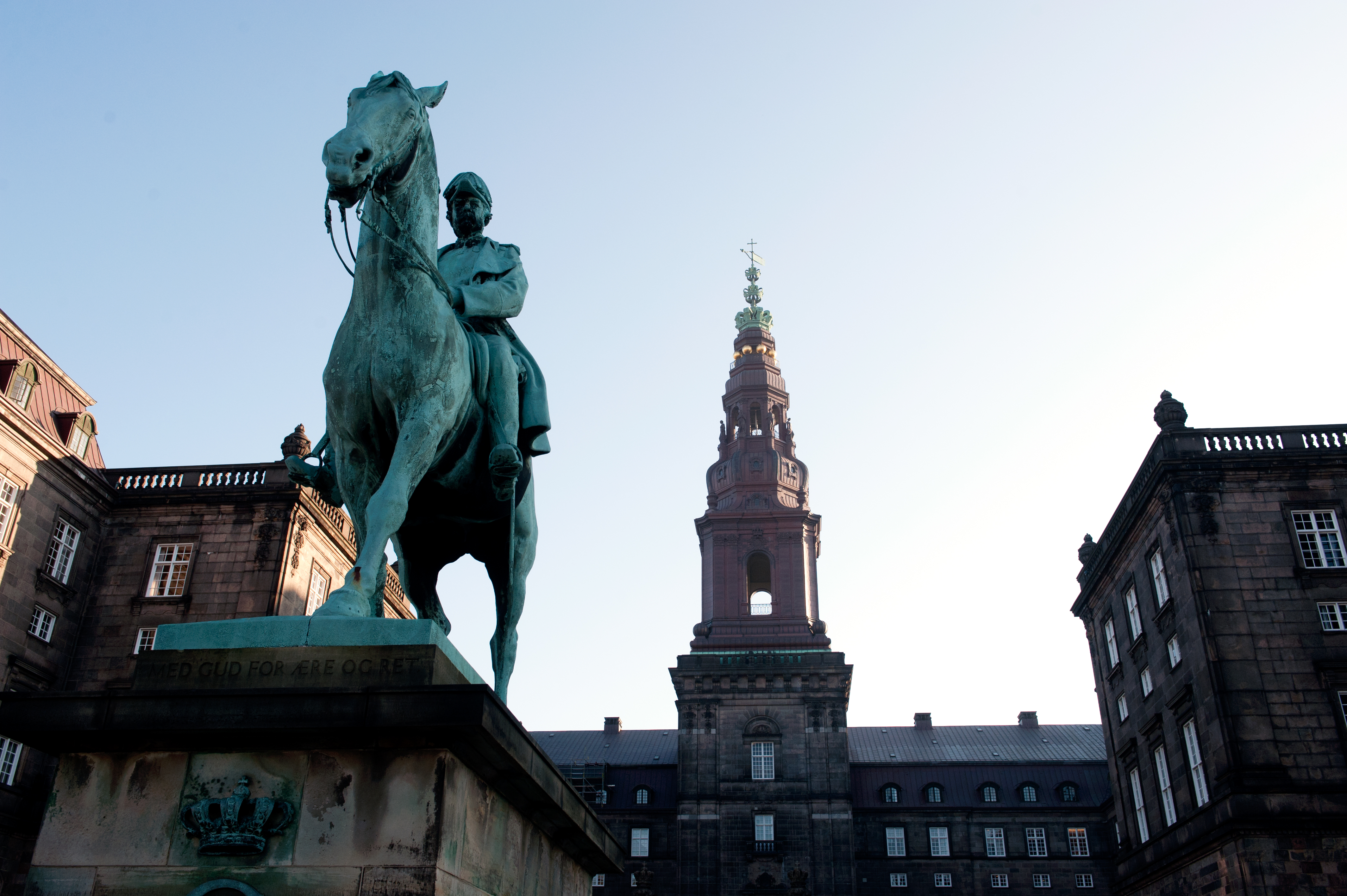
Кінна статуя Кристіана IX

Невдовзі після смерті короля Кристіана IX 1906 року виник задум спорудити йому пам'ятник. Наступного року четверо митців змагалися, представляючи комісії свої проєкти. Позиція статуї не була важливою; скульптура мала встановлюватись посеред Королівського манежу, на противагу кінній статуї короля Фредеріка VII на Палацовій площі.
Скульпторка Анна Марія Карл Нільсен, дружина композитора Карла Нільсена, виграла конкурс зі своїм проєктом кінної статуї. За її задумом скульптура мала встановлюватись на високому п'єдесталі, по боках якого розміщено барельєфи із зображеннями найвидатніших чоловіків того часу, серед яких були промисловець Карл Фредерік Тьєтґен, політик Якоб Брьоннум Скавеніус Еструп, письменник Єнс Петер Якобсен та поет Хольгер Драхман. Згодом барельєфи прибрали, і архітектор Андреас Клемменсен спроєктував п'єдестал, на якому стоїть статуя сьогодні.
Скульпторка об'їздила усю країну у пошуках коня, з якого треба було ліпити скульптуру. Врешті-решт підхожий кінь знайшовся у німецькому місті Ганновер; цей вибір спричинив велике незадоволення серед данських заводчиків коней.
Спорудження монументу тривало кілька років. Через 21 рік після смерті короля, у 1927 році, пам'ятник було встановлено та відкрито на Королівському манежі.

## Охорона палацу як архітектурної пам'ятки
Палац Крістіансборґ охороняється з 1918 року. Охорона розповсюджується на сім будівель палацового комплексу: власне палац, будівлі манежного комплексу, Мармуровий міст, Королівську каплицю та три прохідні будівлі разом з фасадами палацу та Верховного суду зі сторони двору принца Йорґена.

## Керівники палацу
| Моріц Кристіан Фішер | -           | Йоганн Гетер       |             |
| Ісаак Гансен         | -           | Теодор Зельтнер    | 1854 — 1904 |
| Отто Ф. Зельтнер     | -           | K. В. де Фіне Ліхт | 1943 — 1971 |
| Оле Ньоррінг         | – 2003      |                    |             |
| Єнс Ґреве            | 2003 — 2015 |                    |             |

## Галерея

### Попередники палацу

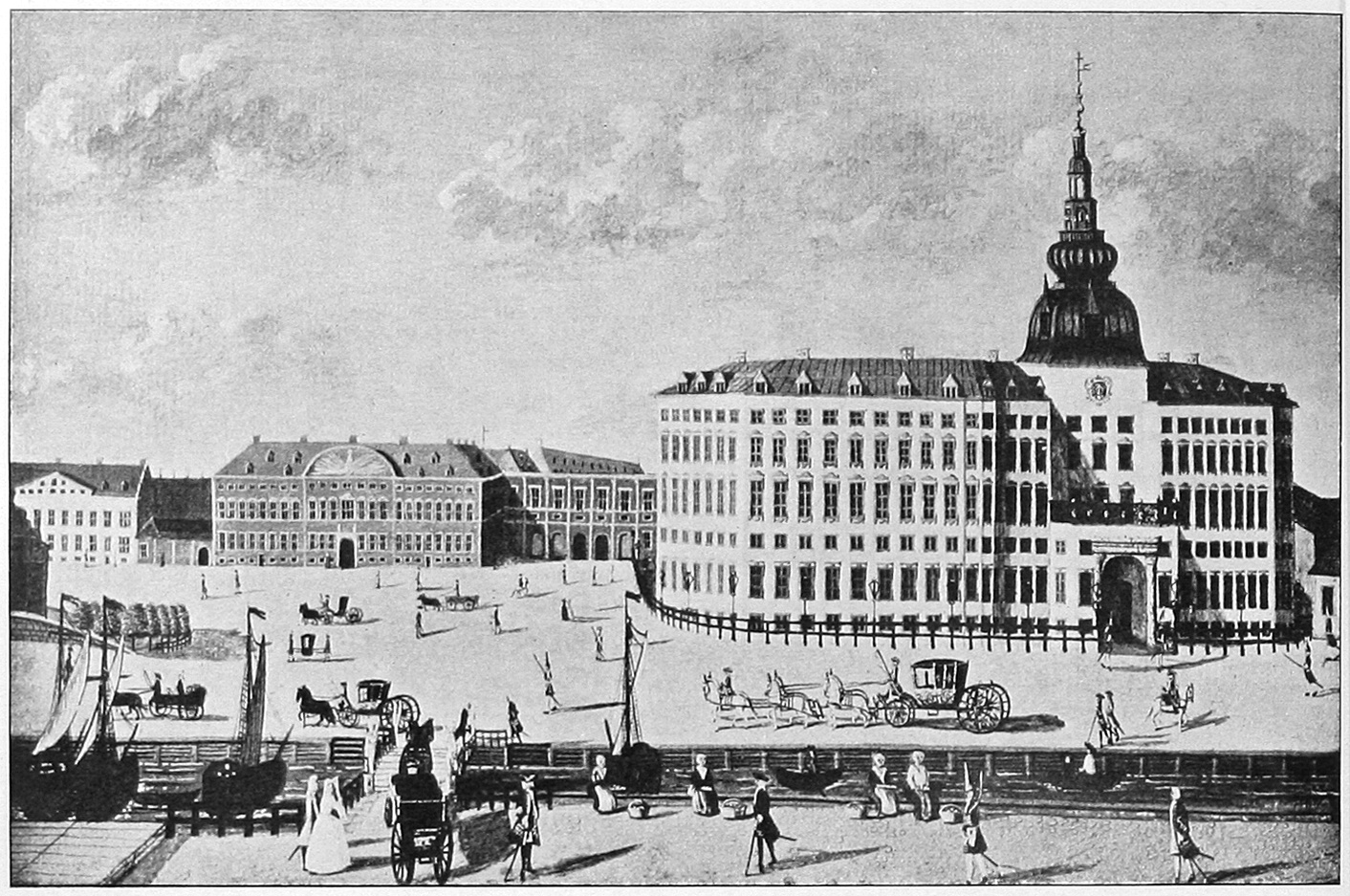
Копенгагенський палац (колишній замок Абсалона) до побудови першого Крістіансборґа, біля 1730 р.
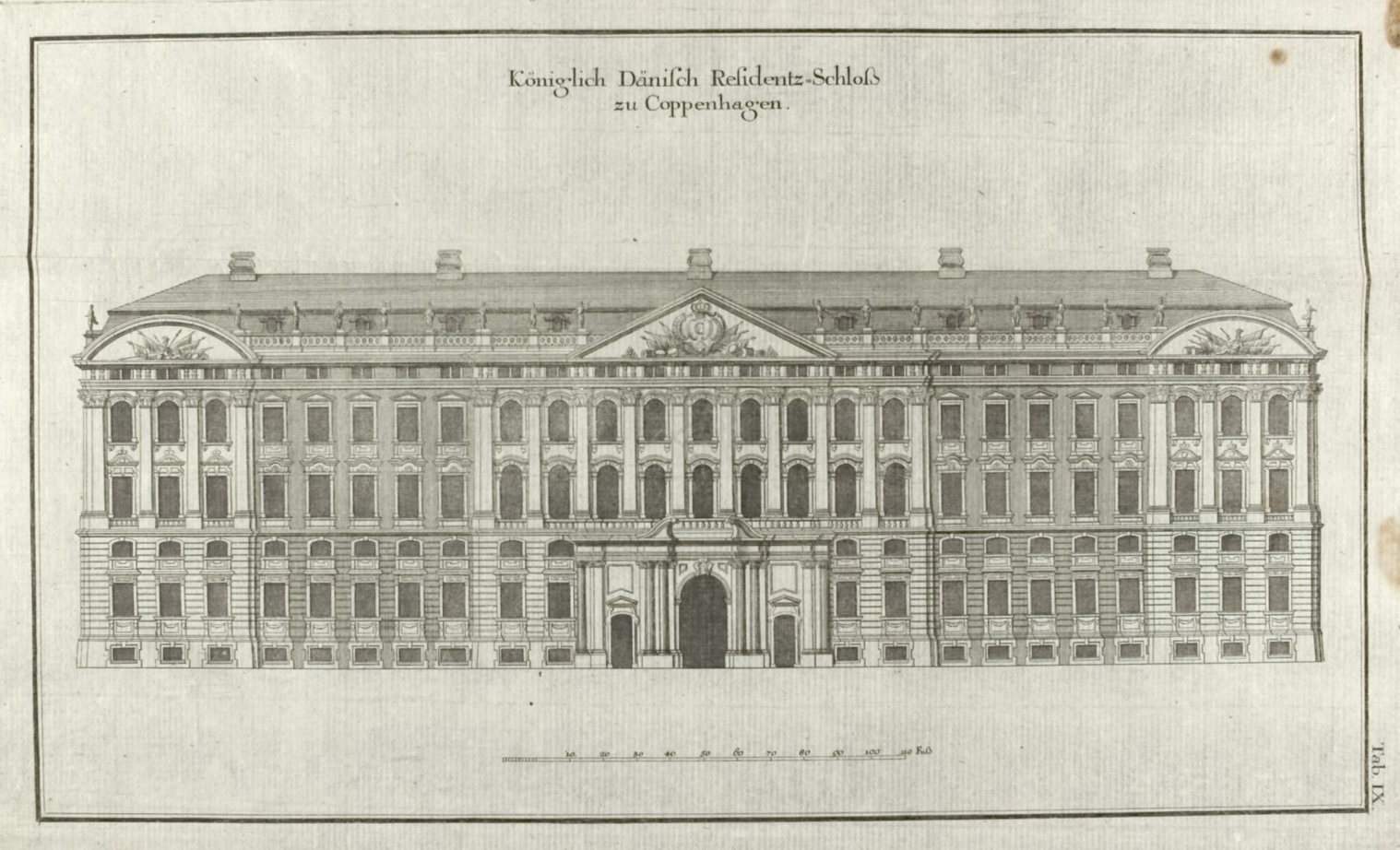
Перший Крістіансборґ, ескіз Й.Ф. Пентера
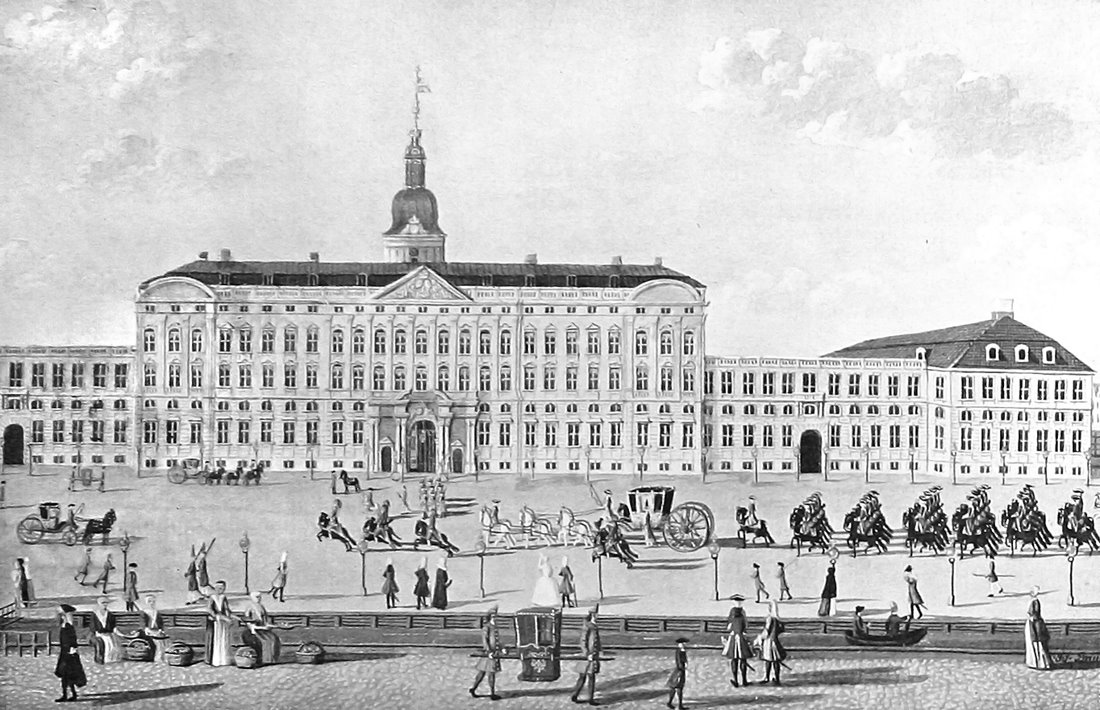
Палац у 1750 році
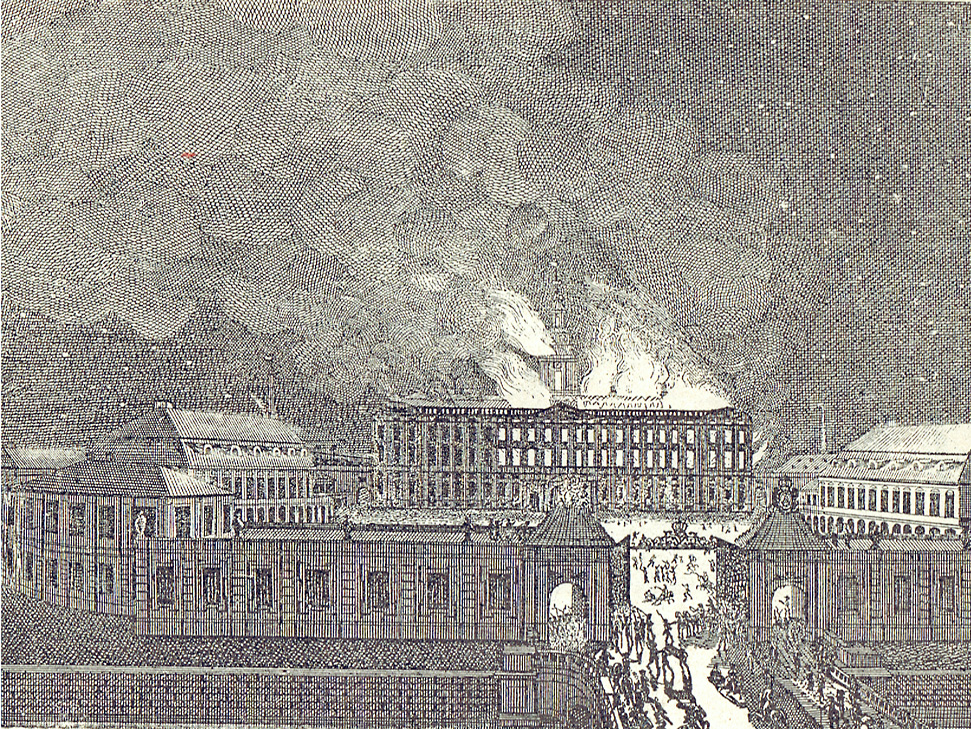
Пожежа 1794 року
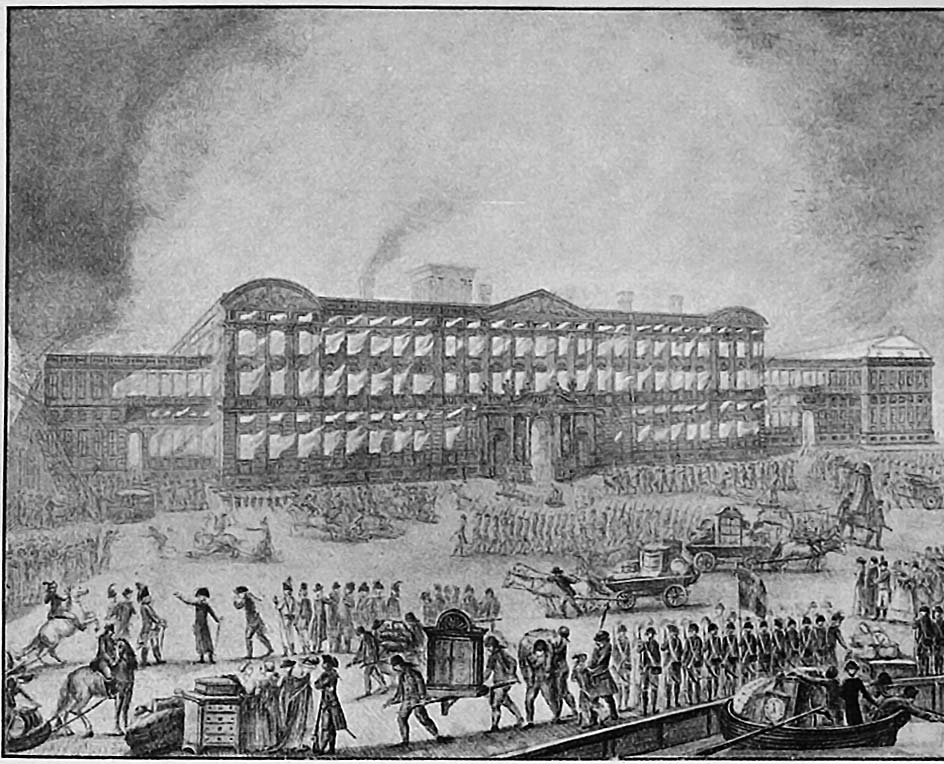
Пожежа 1794 року

### Крістіансборґ у XIX столітті

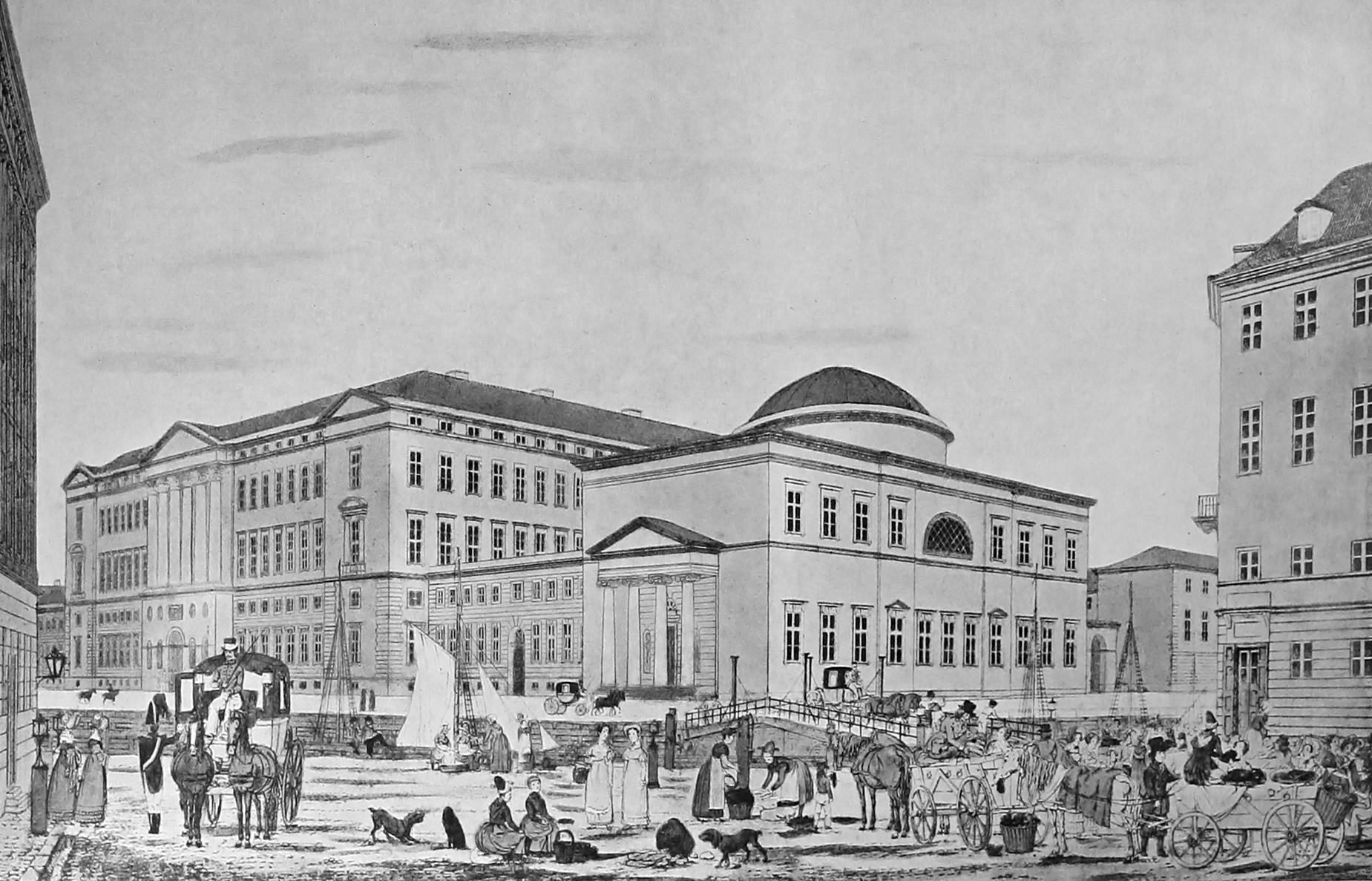
Другий Крістіансборґ, зображений Х.Г.Ф. Гольмом, 1837 рік. На передньому плані – Королівська каплиця
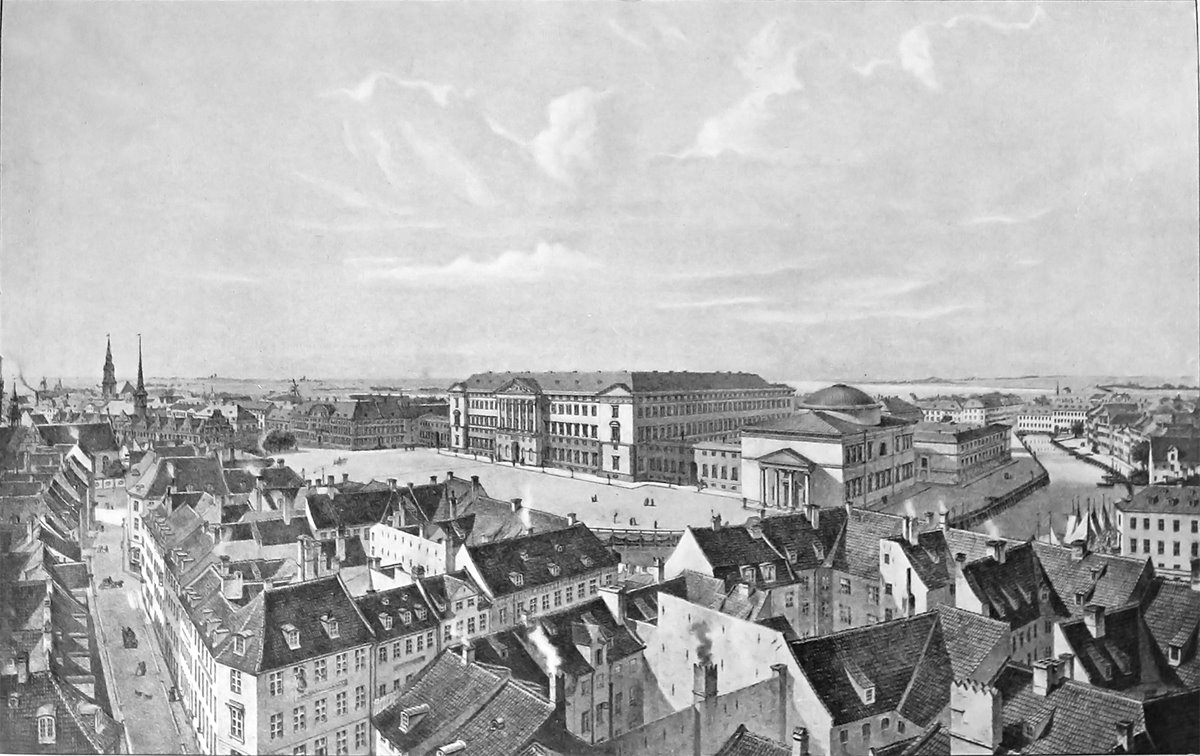
Вид на палац з церкви Святого Миколая
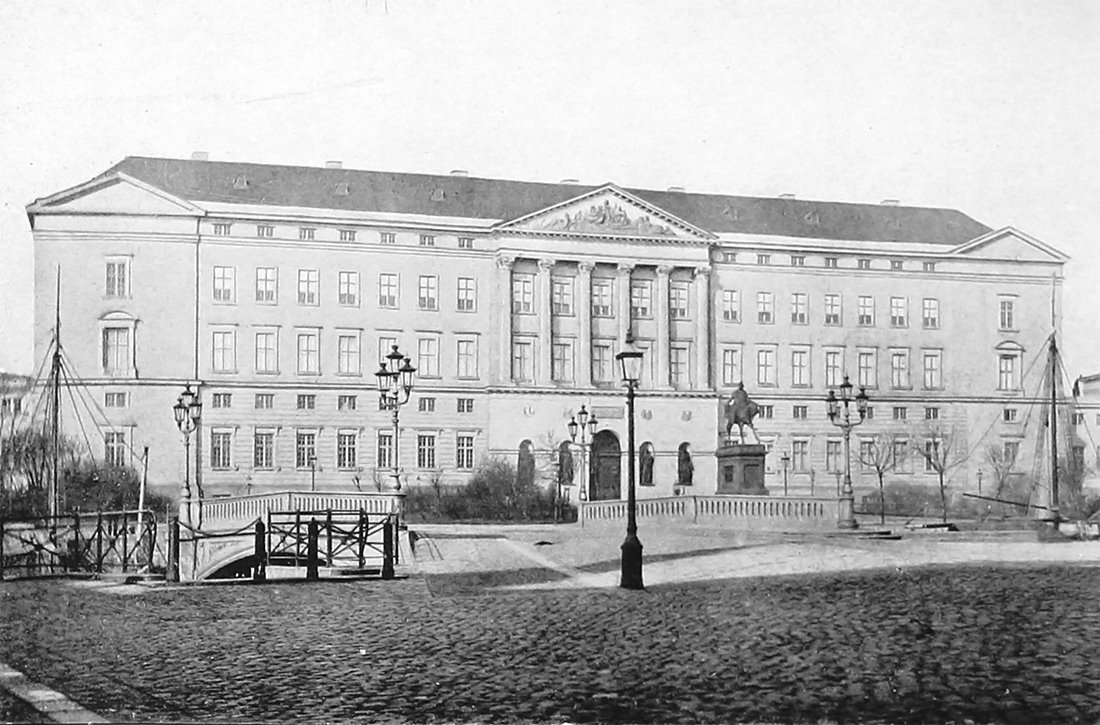
Східний фасад палацу Крістіансборґ у 1850 році (фасад зі сторони міста)
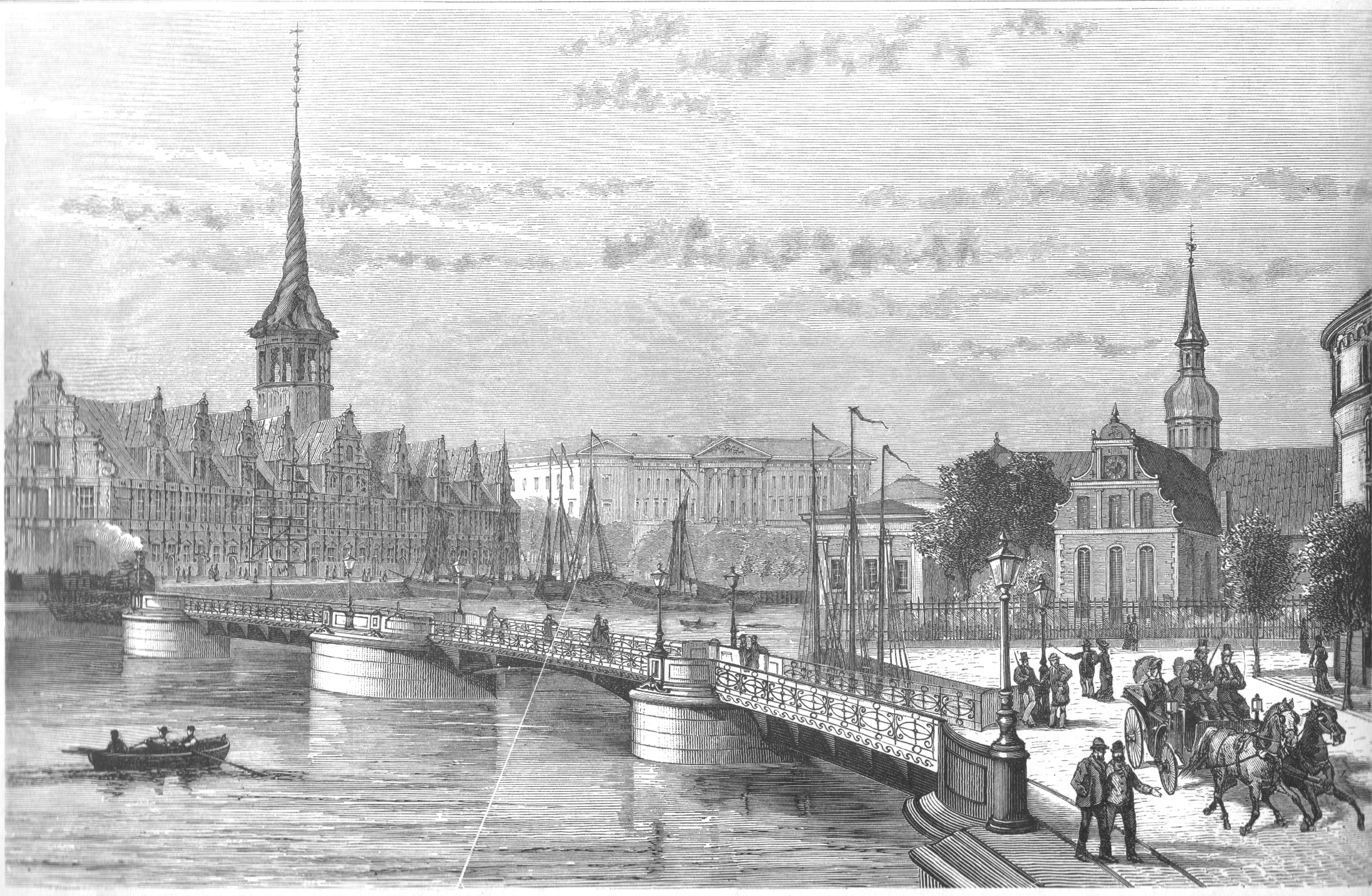
Картина з зображенням церкви Голменс та будівлі біржі, на задньому плані – палац Крістіансборґ
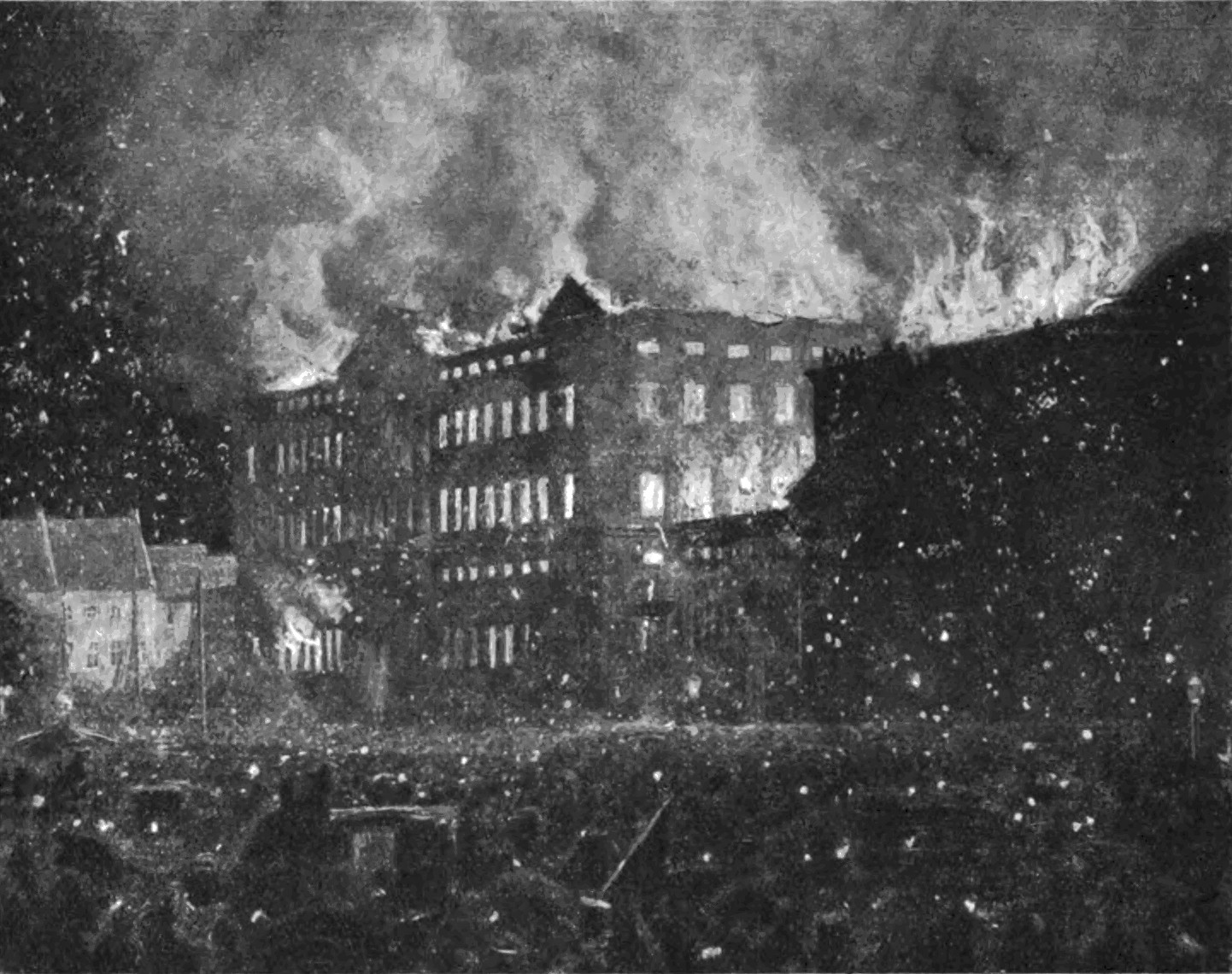
Пожежа 1884 року на картині Отто Бахе
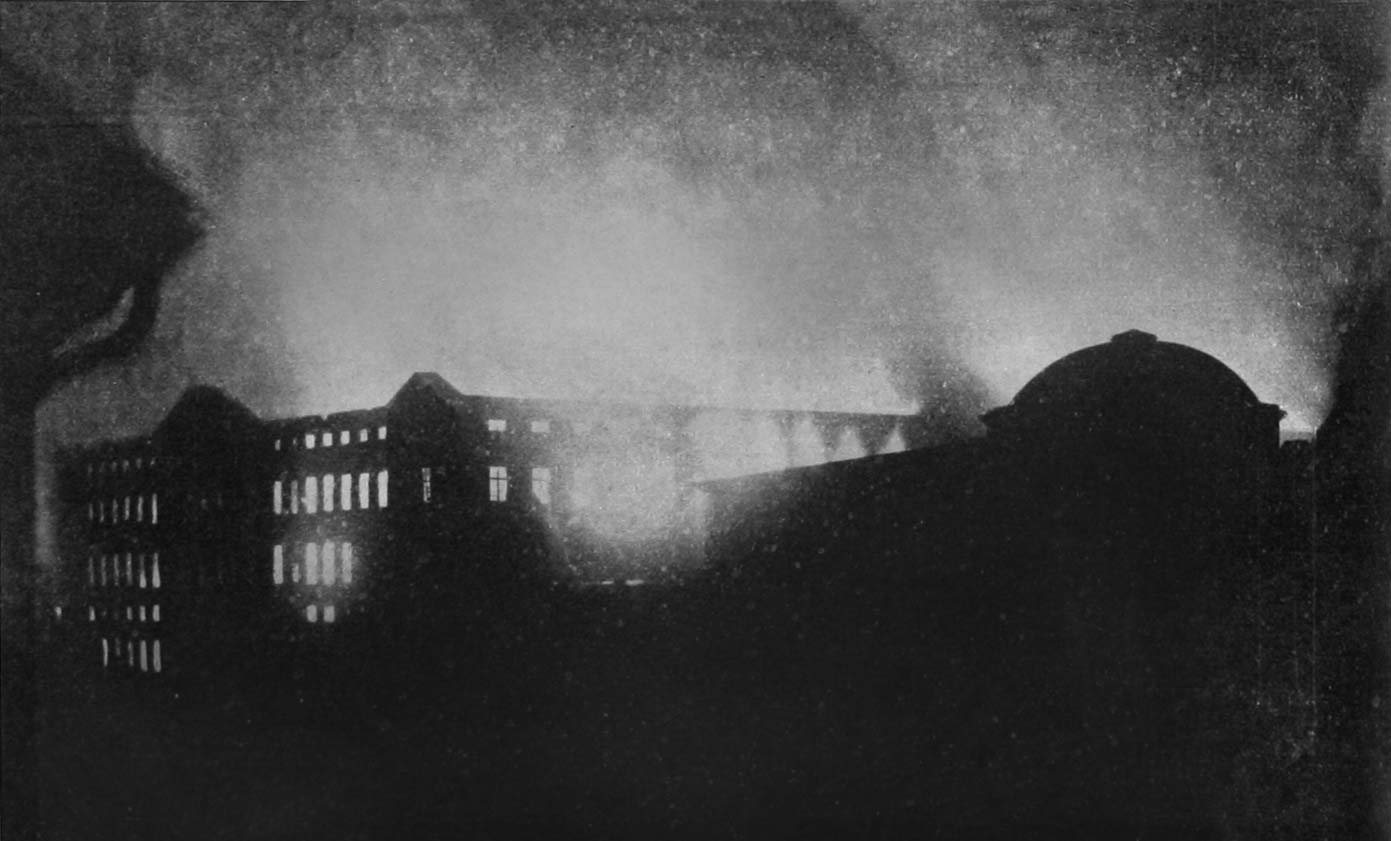
Фото пожежі 1884 року

### Крістіансборґ у наш час

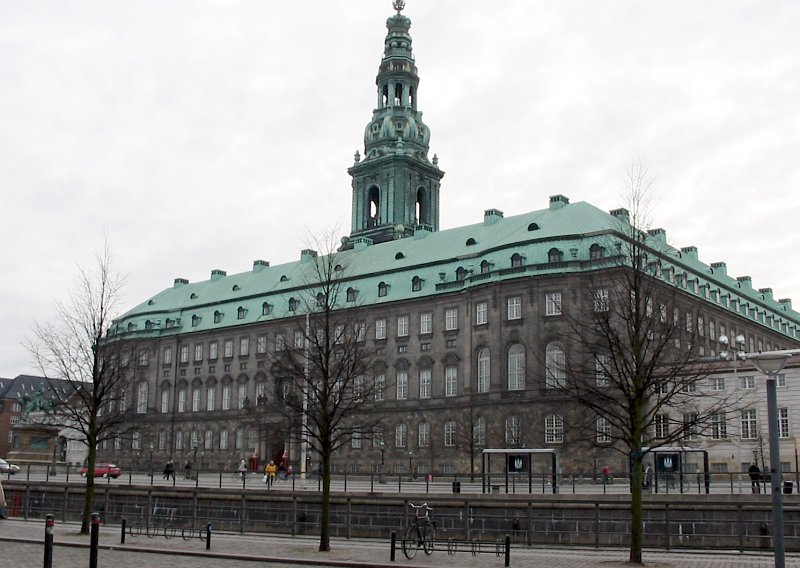
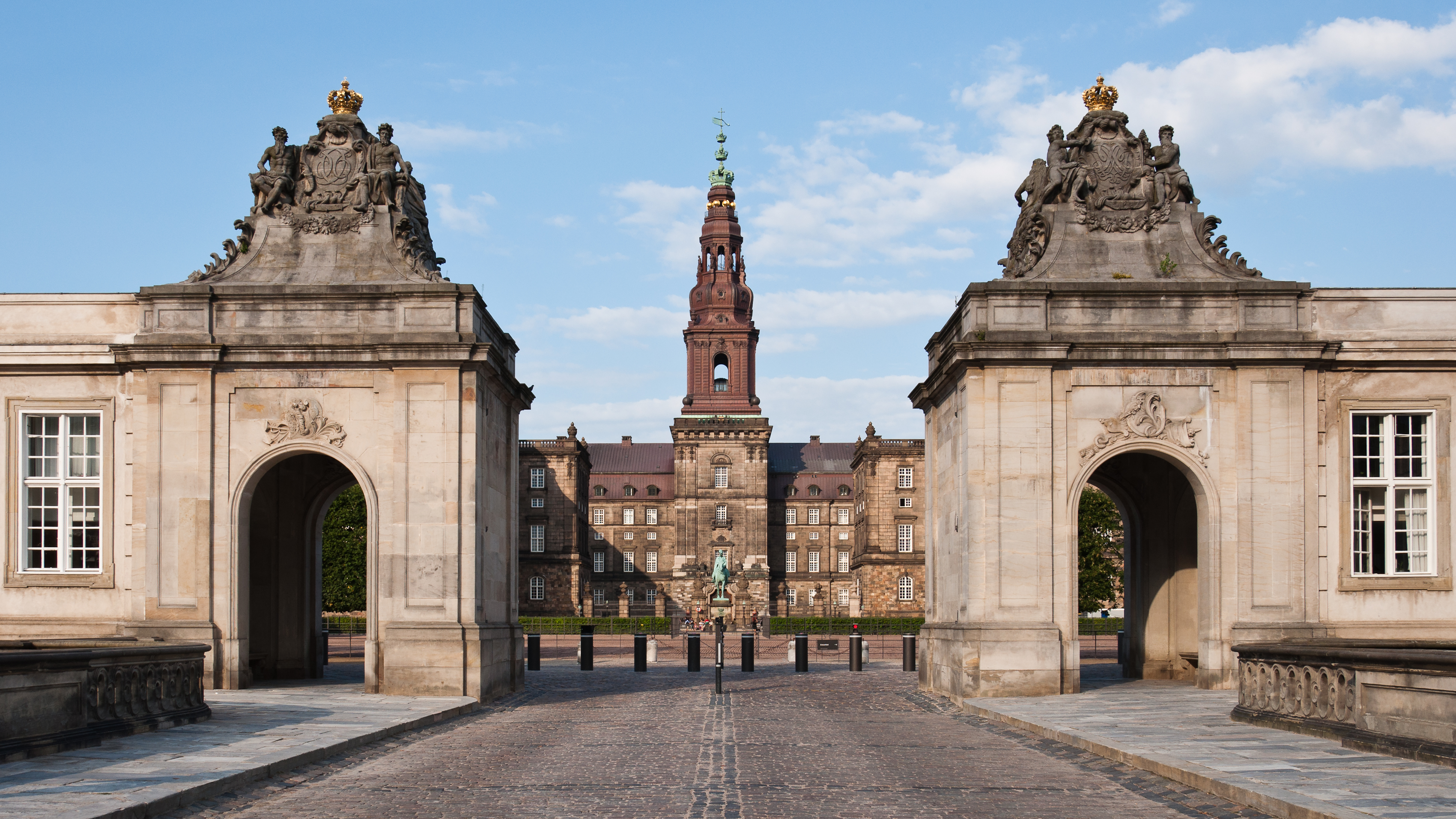
Головний вхід до Королівських стаєнь із двома павільйонами у стилі рококо по обидва боки Мармурового моста
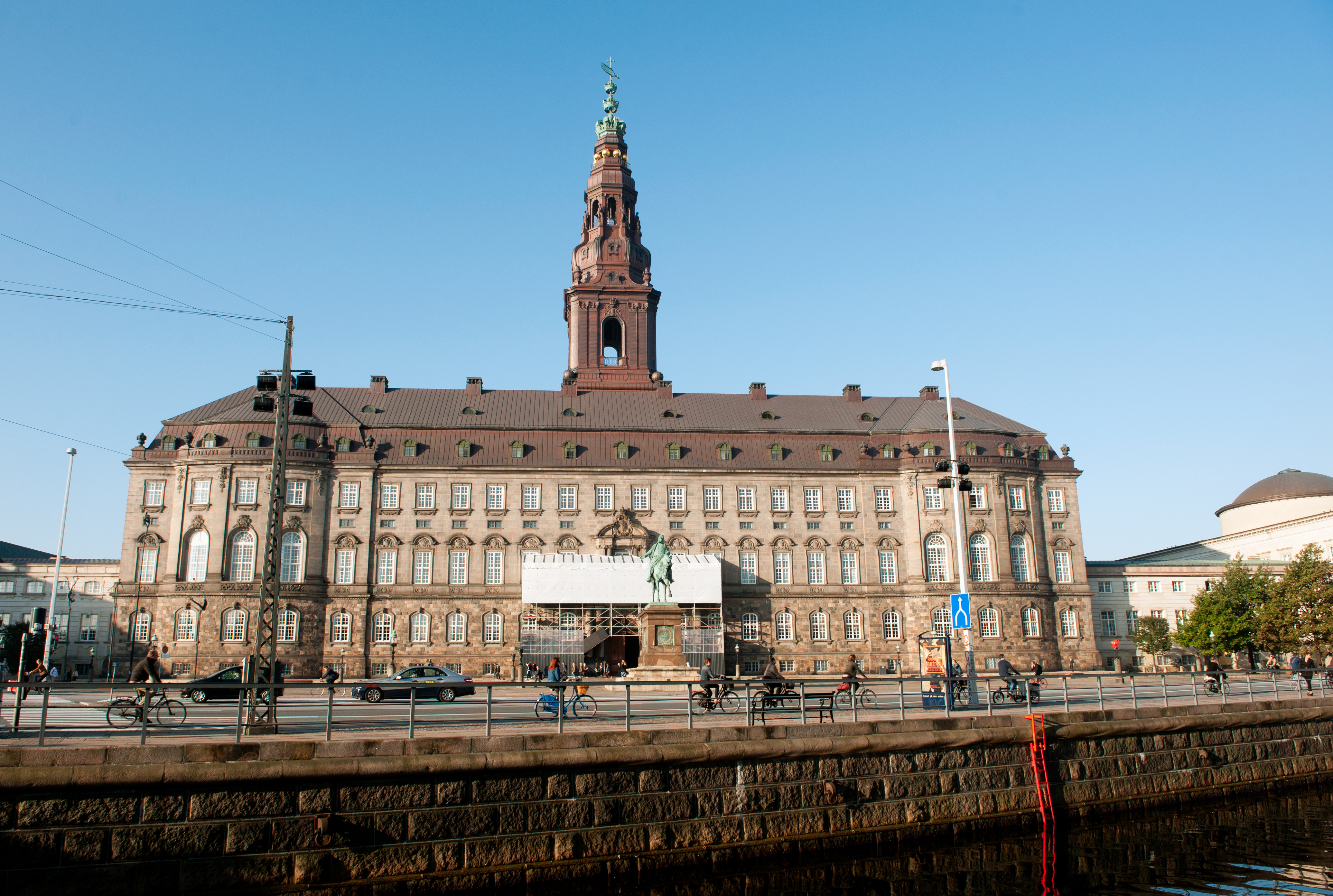
Вежа палацу зі сторони Палацової площі
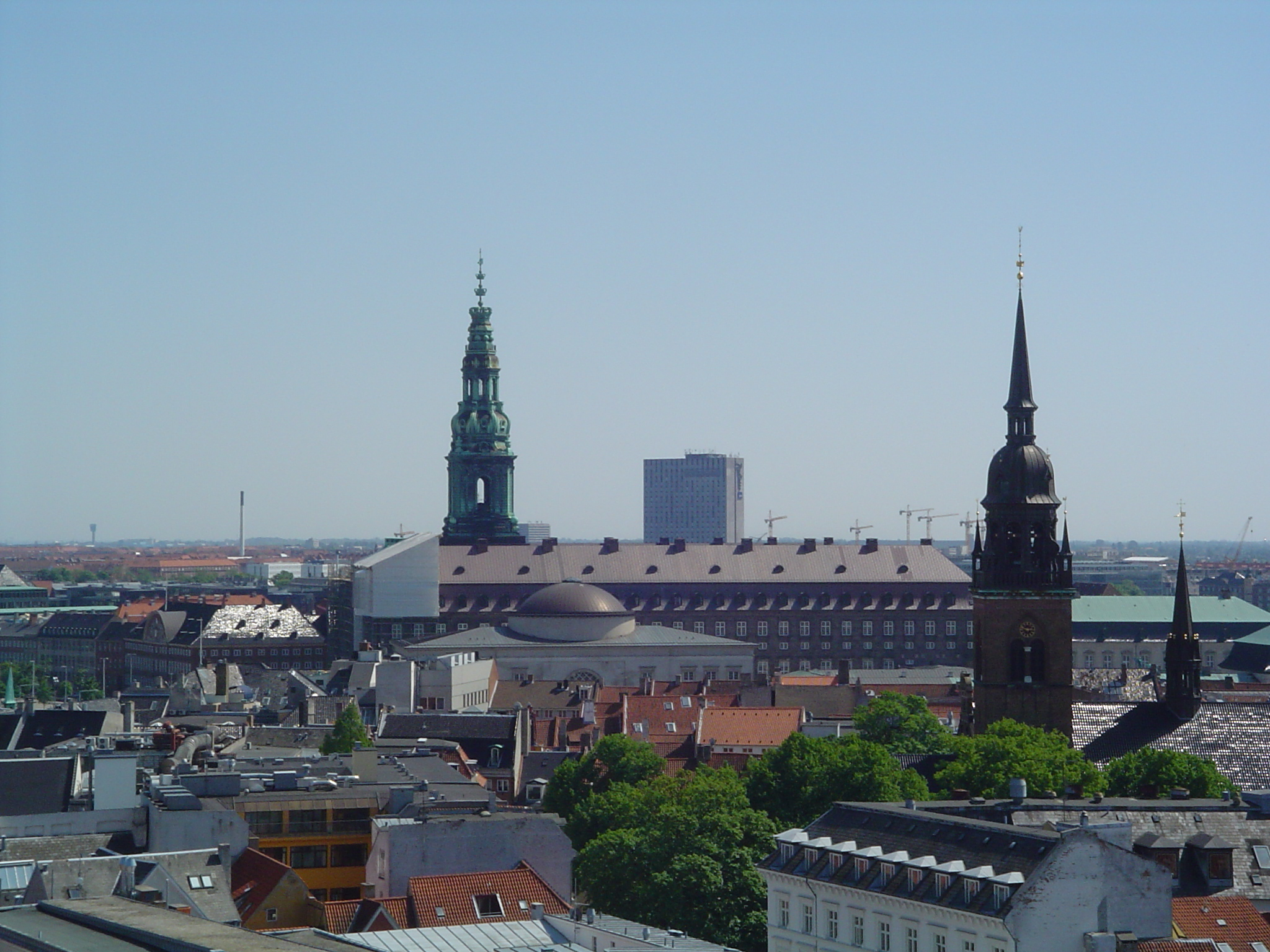
Вид на палац з Круглої вежі
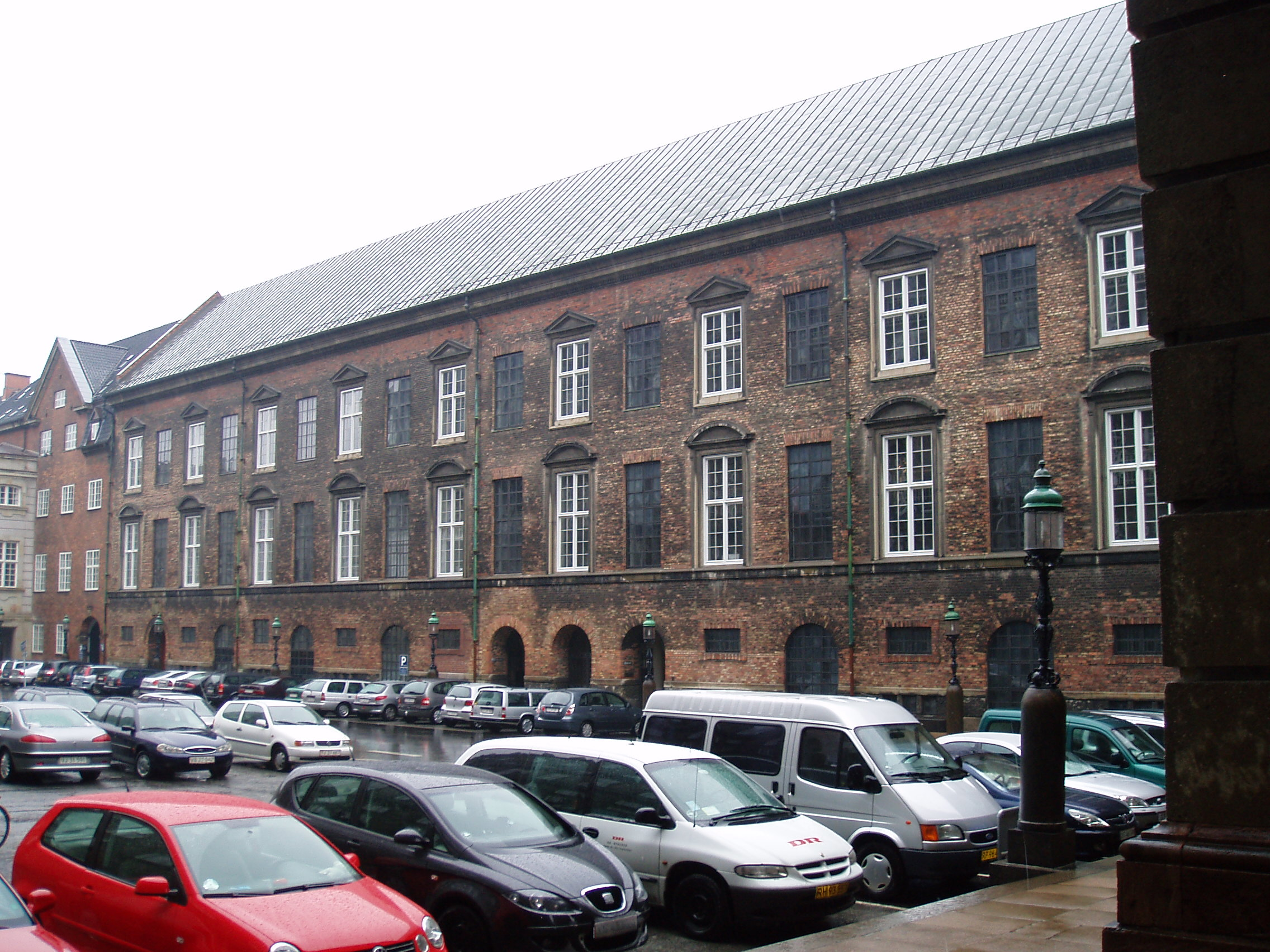
Національний архів у одній з будівель палацу
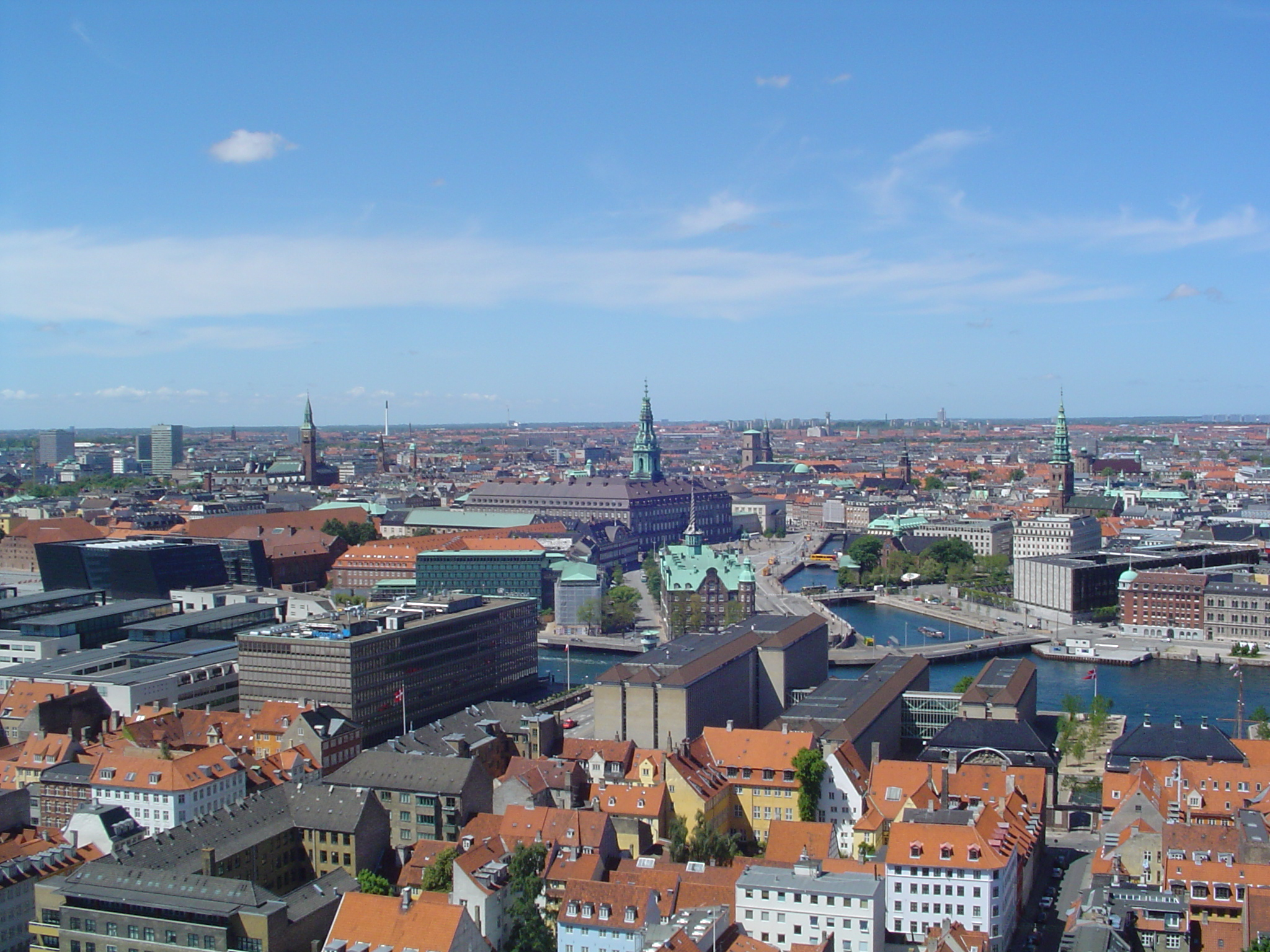
Вид на палац з церкви Вор Фрельсерс. З правого боку перед палацом – стара будівля біржі з червоно-білою вежею
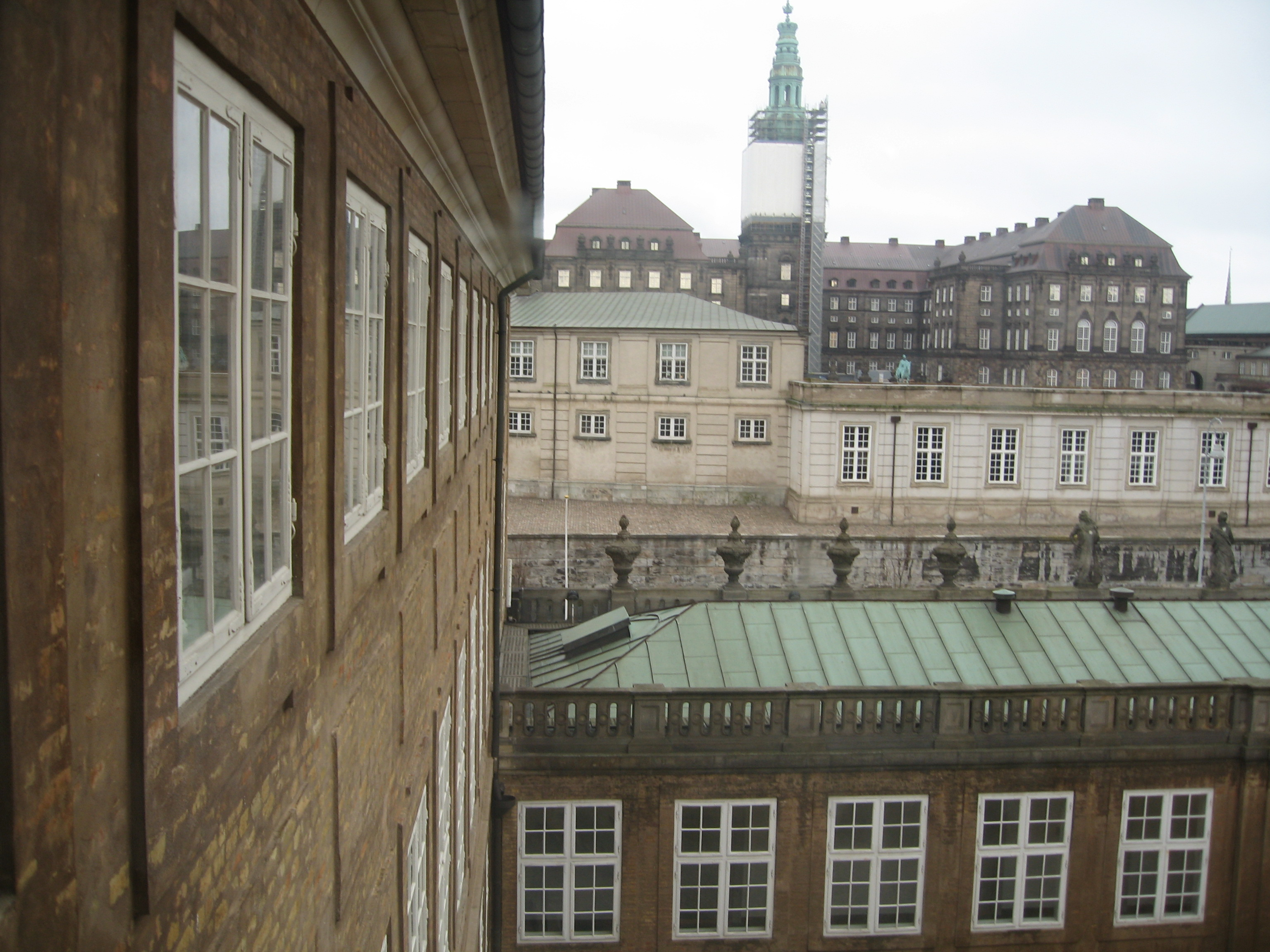
Вид на палац з Національного музею Данії

### Інтер'єри палацу

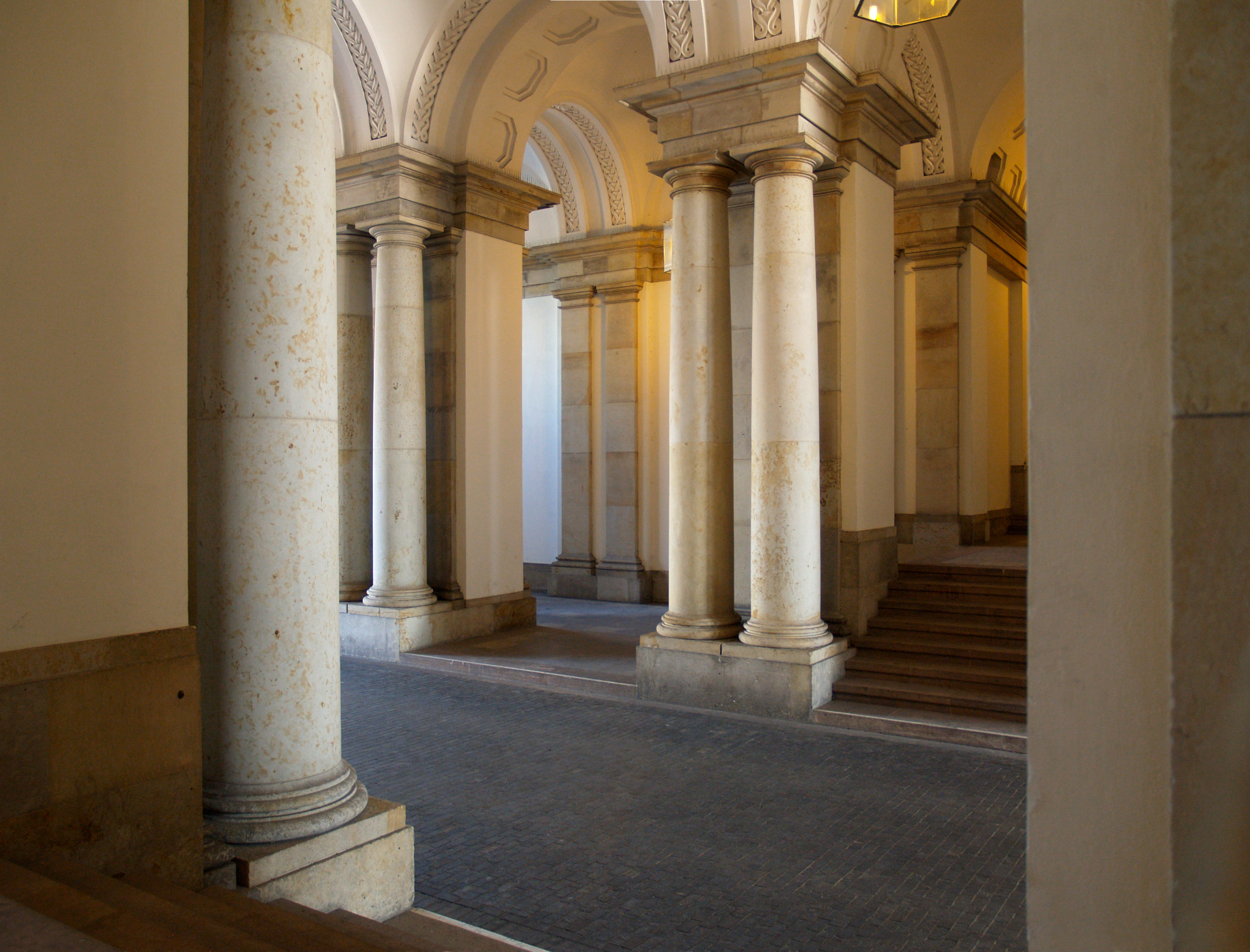
Колишній головний вхід другого Крістіансборґа, збережений у сучасному палаці
Тронна зала